# 에프탈
에프탈(박트리아어: ηβοδαλο 에보달로), 백훈족 또는 백후나족(산스크리트어: श्वेतहुन् 스웨타후나)는 기원후 5~8세기 동안 중앙아시아에 살았던 유목민이다. 중국 사적(史籍)에는 엽달(嚈噠), 읍달(悒怛), 혹은 활(滑)이라고 기록되었고, 서방 사료에는 Ephthalitae, Abdel, Haital 등으로 기록되어 있다. 이들은 에프탈 제국이라는 제국을 형성했으며, 키다라를 물리쳤던 450년부터 돌궐 제1제국과 사산 제국의 연합군이 그들을 물리쳤던 560년까지 군사적으로 중요했다. 서기 560년 이후, 그들은 서돌궐( 옥수스 북쪽 지역)와 사산 제국(옥수스 남쪽 지역)의 종주권 아래 토하리스탄 지역에 "제후국"을 세웠으며, 625년에 토하라 야브구에 의해 점령될 때까지 존속하였다.
박트리아에 기반을 둔 에프탈 제국은 동쪽으로는 타림 분지까지, 서쪽으로는 소그디아나까지, 남쪽으로는 아프가니스탄까지 확장했지만, 그들은 이전에 에프탈의 확장으로 잘못 간주되었던 알촌 훈족이 점령한 힌두쿠시를 넘어서지 못했다. 그들은 부족 연합체였으며 유목민과 정착 도시 공동체를 모두 포함했다. 한편 그들은 키다라족과 알촌족이 선행하고 네자크 훈족과 돌궐 제1제국이 계승한, 총칭 시온(Xyon) 또는 후나(Huna)로 알려진 4개의 주요 국가의 일부를 형성했다. 이 모든 훈족들은 같은 시기에 동유럽을 침략한 훈족들과도 연관되어 있다고 여겨지거나 심지어 "훈족"으로 언급되어 왔지만, 학자들은 그러한 연관성에 대한 합의에 도달하지 못했다.
에프탈인의 본거지는 힌두쿠시 북쪽 경사면에 있는 토하리스탄(오늘날의 우즈베키스탄 남부와 아프가니스탄 북부)이었고, 그들의 수도는 쿤두즈였을 것으로 추정되며, 아마도 동쪽의 바다흐샨 지역에서 왔을 것이다. 479년까지 에프탈인들은 소그디아를 정복하고 키다라인들을 동쪽으로 몰아냈고, 493년까지 그들은 오늘날의 중가리아와 타림 분지(현재 중국 북서부)의 일부를 점령했다. 이전에 에프탈과 혼동되었던 알촌 훈족은 북인도로도 진출하였다.
에프탈 역사의 출처는 매우 희박하고, 역사학자들의 의견은 서로 다르다. 왕들의 이름과 가계도조차 없으며 역사학자들은 이 민족이 어디서 기원했는지, 처음에 어떤 언어를 사용했는지 제대로 확신하지 못한다. 따라서 에프탈에 대한 자료는 전적으로 그들의 침략을 받았던 주변 국가들, 특히 사산 제국이나 굽타 제국, 타림 분지 도시국가들의 기록에 의존해야 한다.

## 이름
"에프탈"이라는 이름의 기원은 정확히 알려지지 않았으며, "강함"이라는 뜻의 호탄어 단어 *Hitala, 가설적 소그드어 *Heβtalak의 복수형인 Heβtalīt, 또는 중세 페르시아어 *haft āl, 7개의 아리아인)에서 유래했을 가능성이 있다.
에프탈인들은 비문에서 스스로를 에보달로(Ebodalo, 박트리아어: , 그리스어 비문: ηβοδαλο)이라고 칭했고, 동전에는 보통 '에프(박트리아어: , 그리스어 비문: ηβ)'로 축약되어 표기되었다. 2011년 니콜라스 심스 윌리엄스가 소개한 한 독특한 인장에는, 수염이 없고 둥근 얼굴에 비스듬한 아몬드 모양의 눈을 가진 초기 에프탈 통치자가 초승달이 달린 투구를 쓰고 있었으며, 박트리아어로 '에프탈인들의 군주(ηβοδαλο ββγο)'라 새겨져 있었다. 위와 같은 명칭들은 에프탈인들의 행정 기능을 설명하는 롭 왕국의 동시대 박트리아 문서에서도 발견되어 신빙성을 더해준다.

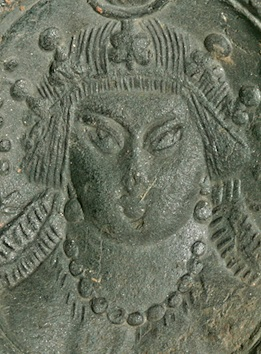
에프탈 군주의 인장
5~6세기 무렵 에프탈인들에 의해 만들어진 것으로 추정되는 한 인장.
방추형의 초승달 장식이 있는 투구를 쓴 인물이 보이는데, 그는 아마 초기 에프탈 통치자였을 것이다.
인장에는 박트리아어로 밑의 문구가 새겨져 있었다.
ηβοδαλο ββγο
'ēbodālo bbgo
"에프탈인의 군주(야브구)"

비잔티움 제국의 그리스 문헌들은 그들을 헤프탈리테(고대 그리스어: Ἐφθαλῖται), 압달(Abdel) 또는 아브델(Avdel)이라고 불렀다. 아르메니아인들에게 에프탈인들은 헤프탈(Hephthal), 헵탈(Hep't'al), 테탈(Tetal) 등으로 불렸으며 때때로 쿠샨 제국의 쿠샨족과 동일시되기도 했다.
페르시아어 사료에는 헤프탈(Hephtal), 헤브탈(Hēvtāls) 등으로 기록되어 있고, 아랍에서는 이들을 알-하야틸라(아랍어: هياطلة), 헤야텔라이트(Heyâthelites)로 불렀으며 종종 튀르크인들과 혼동하였다. 제키 벨리디 토건(Zeki Velidi Togan, 1985)의 주장에 따르면, 아랍어 -b가 -y와 유사했기 때문에, 페르시아 및 아랍측 기록에서의 'Haytal'라는 기록은 사실 'Habtal'의 문법적 오류였다.
중국의 연대기에서는 이들을 '염대이률타(중국어: 厭帶夷栗陀 얀다이일리투오[*])', 더 일반적으로 축약된 형태인 '엽달(중국어: 嚈噠 예다[*])', '활(중국어: 滑 후아[*])' 등으로 기록하였다. 후자의 이름은 이후 예다(Yeda), 예타(Yeta), 얀다(Yanda) 등 다양한 라틴어 기록으로 남겨졌다. 현대의 표준중국어(북경어) 발음보다 중고한어 발음이 더욱 잘 보존되어 있는 광둥어(Yipdaat/teoptal)와 한국어(엽달)는 그리스어 Hepthalite와 거의 일치한다. 몇몇 중국 연대기 작가들은, '헤프타(Hephtha, 厭帶夷栗陀 or 嚈噠)'라는 기록은 엄밀히 말해서 황제에 해당하는 칭호이며, '활(Huá, 滑)'은 에프탈 내에서 지도적인 위치의 부족이었다고 주장한다.
고대 인도에서는 에프탈과 같은 이름이 알려지지 않았다. 에프탈인들은 인도에서 '후나(Huna)' 또는 '투루쉬카(Turushkas)'로 알려진 민족들의 일부이거나 그들의 친척이었지만, 이러한 이름들은 좀 더 광범위하게 중앙아시아의 유목 민족들을 가르키는데 사용되었을 수도 있다. 고대 산스크리트어 기록인 『프라비샤수트라』는 하비타라(Havitara)라는 이름의 민족들을 언급하고 있지만, 이것이 에프탈인들을 의미하는지는 불분명하다. 대부분의 인도 기록들은 에프탈인들을 '백훈족' 혹은 '백후나족'(산스크리트어: श्वेतहुन् 스웨타 후나)'로 명명하고 있다.

## 지리적 기원과 팽창
최근 학자들의 연구에 따르면, 에프탈인들의 근거지는 오늘날 우즈베키스탄 남부와 아프가니스탄 북부에 위치한 힌두쿠시 산맥의 북쪽 비탈에 있는 박트리아(토하리스탄)이었다. 그들의 수도는 아마도 쿤두즈였을 것이다.
에프탈인들은 동쪽의 파미르고원을 지나 바다흐샨 지역에서 왔을지도 모른다. 또는 훈족을 포함한 유목민들의 대이주 물결을 틈타 알타이 일대에서 이주해왔을수도 있다.
서쪽과 남쪽으로 팽창한 이후, 에프탈인들은 박트리아에 정착했고, 그곳에 있던 알촌 훈족을 밀어내어 그들이 북인도를 침입하게 만들었다. 또한 그들은 사산 제국과 접촉하여 페로즈 1세가 페르시아의 샤한샤로 즉위하는 데에 상당한 군사적 기여를 했다.
이후 5세기 후반에는 광활한 중앙아시아 지역으로 영토를 확장했으며, 중국 북위 왕조의 공격으로 세력이 약화된 유연 카간국으로부터 타림 분지를 빼앗아 오아시스 도시국가들로부터 많은 공물을 받았다.

## 기원 및 특징
에프탈의 기원에 대해서는 여러 논란이 있는데, 그 중 가장 대표적인 것은 이란계 민족이라는 의견과 알타이 지역에서 발원한 민족이라는 설이 있다. 현재 가장 신빙성 있는 이론은, 에프탈인들이 처음에는 튀르크계 유목민에게서 기원했고 나중에 박트리아 지역에 정착하면서 박트리아어를 채택했다는 것이다.
대부분의 학자들에 따르면, 에프탈인들은 박트리아(토하리스탄)에 정착한 후 이전의 쿠샨인들이 그랬던 것처럼 박트리아어를 공용어로 채택했다. 박트리아는 동이란계 언어였지만, 기원전 2~3세기에 그 지역에 있었던 그리스-박트리아 왕국의 잔재인 그리스 문자로 표기되었다. 박트리아는 공용어였을 뿐만 아니라 에프탈인들이 지배하는 토착 지역 주민들의 언어이기도 했다.
에프탈인들은 그들의 동전에 Yabghu(야브구)와 같은 칭호를 박트리아어로 새겼는데, 이러한 풍습은 중국 지역에서 건너왔을 가능성이 있다. 한편 피르다우시의 샤나메에 기록되어 있는 에프탈 통치자들의 이름은 페르시아어였다. 1959년, 카즈오 에노키는 고대의 사료들이 일반적으로 이들이 소그디아나와 힌두쿠시 산맥 사이에 위치했다고 기록한 것과 에프탈인들이 일부분이지만 이란계 민족들의 특성을 가지고 있었다는 점에 근거하여, 그들이 박트리아에서 기원한 인도유럽계 동이란인이라고 제안했다. 리처드 넬슨 프라이(Richard Nelson Frye)는 에노키의 가설을 조심스럽게 받아들이면서도, 동시에 "에프탈인들은 아마도 혼혈 무리였을 것"이라고 강조했다. 이란 백과사전(Encyclopaedia Iranica)이나 이슬람 백과사전(Encyclopaedia of Islam)에 따르면, 에프탈은 오늘날의 아프가니스탄 지역에서 유래됐을 가능성이 있다고 한다.
요제프 마르콰트(Josef Marquart)와 르네 그루셰(René Grousset)와 같은 몇몇 학자들은 에프탈이 초기 몽골족일 가능성을 제안했다. 유태산은 에프탈의 기원을 선비족, 더 나아가서는 고구려까지 추적하기도 했다.
드 라 바시에르(de la Vaissière)와 같은 다른 학자들은 중국측 사료에 대한 최근의 재평가를 근거로, 에프탈이 처음에는 초기 튀르크족에게서 기원했지만 나중에는 여러 목적으로 박트리아어를 사용하게 되었다는 가설을 내놓았다.
사실 에프탈은 서로 다른 언어를 사용하는 다양한 민족들의 연합체였을지도 모른다. 리처드 넬슨 프라이(Richard Nelson Frye)에 따르면:
후대의 유목 제국들이 수많은 민족들의 연합이었던 것처럼, 우리는 잠정적으로 이 침략자들의 지배 집단이 동쪽과 북쪽에서 온 튀르크어를 사용하는 민족이거나, 적어도 그들이 이 연합에 포함되어 있다고 제안할 수 있지만, 대부분의 시온족(Xionites) 연합에 속한 민족들과 에프탈인들은 이란어를 사용했을 것이다. 이 경우에 유목민들은 기존에 그랬던 것처럼 정주 민족들의 언어, 제도, 문화를 채택했다.

### 유럽 훈족과의 관계
마틴 쇼트키(Martin Schottky)에 따르면, 에프탈인들은 동시대에 유럽을 침공한 훈족들과 직접적인 관련이 없었지만, 그들의 이동에는 인과적으로 관련이 있을 수 있다. 이들은 적들에게 공포를 불러일으키기 위해 일부러 스스로를 '훈'이라고 불렀다.
이와는 반대로, 드 라 바시에르(de la Vaissière)는 에프탈이 알타이 지역에서 기원하고 유럽에 도달한 4세기의 훈족 이동의 일부였으며, 이 훈족들은 '정치적, 부분적으로 흉노의 문화적 계승자'였다고 생각한다. 이 대규모 이동은 4세기의 기후 변화에 인해 촉발되었으며, 알타이 산맥과 중앙아시아 초원 지대에 영향을 미쳤다. 아만다 로마조프(Amanda Lomazoff)와 아론 랄비(Aaron Ralby)에 따르면, 훈족과 에프탈 사이에 광범위한 영토적 중복이 있었으며 서쪽의 아틸라의 '공포의 통치'와 남쪽의 에프탈 사이에는 높은 동시성이 존재했다고 한다.
6세기 비잔티움 제국의 역사가 프로코피우스(전쟁의 역사, 1권 3챕터)는 에프탈인들이 유럽의 훈족과 관련이 있지만, 에프탈인들의 정교함을 강조하면서 서로의 문화적, 사회적 차이를 주장했다.
백훈족이라고 불리는 에프탈 훈족은 이름에서 훈족과 연관성을 가지고 있을 뿐 아니라 혈통적으로 훈족이지만, 그들은 우리에게 알려진 어떠한 훈족과도 어울리지 않는다. 그들의 영토는 페르시아의 북쪽에 있다....(중략) 그들은 다른 훈족처럼 유목민은 아니고, 오랫동안 좋은 땅에서 정착 생활을 해왔다. 훈족들 중에서 추하지 않은 하얀 몸과 얼굴을 가진 사람은 오직 그들뿐이다. 또한 그들의 생활 방식이 친척들의 그것과 같지도 않고, 그들처럼 야만적인 삶을 살지 않는 것 역시 사실이다. 그들은 한 명의 왕에 의해 통치되고 있고, 합법적인 헌법을 가지고 있으며, 로마인들과 페르시아인에 못지 않게 서로와 이웃들간의 거래에서 옳고 그름과 정의를 준수한다.

### 중국 연대기에서
에프탈은 서기 456년에 에프탈 사절이 북위 왕조의 궁정에 도착하면서 중국에 처음으로 알려졌다. 중국인들은 '엽달(嚈噠, Yèdā)', '활(滑, Huá)', '염대이률타(厭帶夷栗陀, Yàndàiyílìtuó)' 등으로 이들을 기록했다. 고대 중국 황실 연대기는 에프탈의 기원에 대해 다양한 설명을 기록해놓았다.
- 『위서』및 『북사』와 같은 초기 연대기에는, 에프탈인들이 '고차나 대월지의 후예'라고 기록되어 있다.
- 후대 연대기로 갈 수록 '대월지의 후예'라는 기록이 많아진다.
- 유송·남제 시대의 학자 배자야(裴子野)는 에프탈이 서기 2세기 무렵 투르판 일대에 존재했던 차사(車師)국 장군의 후손이라고 기록하였는데, 그 장군의 이름이 팔활(八滑)이었기 때문이다.
- 『양서 (역사서)』54권 열전 48제에 따르면

차사국의 별종인 활국(滑國)이 후한(後漢) 영건(永建) 원년(126)에 북로(北虜, 북쪽의 오랑캐)를 치는 데 공을 세웠으며...(중략) 위(魏)·진(晉) 이래로 중국과 교통하지 않았다가, 천감(天監) 15년(516)에 이르러 그 왕 염대이률타(厭帶夷栗陀)가 비로소 사자를 보내 그 나라의 특산물을 바쳤다.

滑國者, 車師之別種也. 漢永建元年, 八滑從班勇擊北虜有功, 勇上八滑爲後部親漢侯. 自魏·晉以來, 不通中國. 至天監十五年, 其王厭帶夷栗陀始遣使獻方物.

- 당나라 시대의 정서(政書)인 통전(通典)에 등장했다. 여행가 위제의 말에 따르면, 동방에 한 고차 출신 장군이 이름을 '이티안(Yitian)'이라고 지었는데, 이와 연관지어 에프탈인들이 고차의 후손이었을지도 모른다고 기록되었다.

카즈오 에노키는 1959년 중국 출처 기록들에 대한 자세한 분석을 통해, 에프탈이 박트리아(토하리스탄) 지역의 부족이며 그 기원이 히말라야 서부에 있다고 추측했다. 그는 또한 에프탈인들이 박트리아어 이름을 사용했다는 것과, 그들이 히말라야 서부의 고유 풍습인 일처다부제를 했다는 것을 논쟁의 대상으로 삼았다.
최근 드 라 바시에르(2003)가 중국 사료를 재평가한 결과에 따르면, 에프탈의 주요 민족성을 나타내는 튀르크계 고차의 어원만 유지되어야 하며, 대월지에 대한 언급은 당시에만 존재했다고 한다. 이에 대한 최초의 중국 기록은 후대의 『통전(通典)』에 인용된『위서 (역사서)』에서 등장하는데, 여기서는 그들이 서기 360년 경 알타이 지역에서 남쪽으로 이주했다고 보고했다.
엽달국(嚈噠國)은 대월지와 유사한 종족이며, 고차의 별종(別種)이라고 말하기도 한다. 그들은 본디 새북(塞北, 북쪽의 변방)에서 기원하였는데, 금산(金山)에서 남쪽으로 내려와 우전의 서쪽 즉 오허수(烏許水) 남쪽 200리 되는 곳에 도읍을 정하였고, 그곳은 장안과 10,100리 떨어진 곳이다...(중략) 이는 북위 문성제(제위 440~465년)보다 약 80년에서 90년 전의 일이다.(즉, 360년경) 그 사람됨은 흉폭하며 싸움에 능하다. 서역의 강거, 우전, 사륵(沙勒), 안식 및 다른 소국 30여 개가 모두 그들에게 복속하며 ‘대국(大國)’이라고 칭한다. 연연과 혼인관계를 맺고 있다. 태안(太安) 연간 이후 매번 사신을 보내 조공을 바쳤으며, 정광(正光) 말년에는 사신을 보내 사자 한 마리를 바쳤는데, 고평(高平)에 이르렀을 때 묵기추노(万俟醜奴)의 반란이 일어나 그로 인하여 억류되었다가, 난이 평정되자 경사로 보내졌다. 영희(永熙) 연간 이후 조공이 마침내 끊어졌다.

嚈噠國, 大月氏之種類也, 亦曰高車之別種, 其原出於塞北. 自金山而南, 在于闐之西, 都烏許水 南二百餘里, 去長安一萬一百里...(중략) 至後魏 文成帝時已八九十年矣. 其人兇悍, 能鬥戰. 西域 康居·于闐·沙勒·安息及諸小國三十許, 皆役屬之, 號爲大國. 與蠕蠕婚姻. 自太安以後, 每遣使朝貢. 正光末, 遣使貢師子一, 至高平, 遇万俟醜奴反, 因留之. 醜奴平, 送京師. 永熙以後, 朝獻遂絶.— 『위서』102권 열전 제90 西域에서 발췌

또한『위서』는 고차와 흉노 사이의 언어적, 민족적 연관성을 언급했다. 한편 몇몇 중국의 기록들은 에프탈이 이미 대월지의 옛 영토인 박트리아에 정착했다는 점을 들어 대월지에게서 유래했을 수도 있다고 했다. 후대의 중국 기록들은 에프탈의 민족적 기원에 대해 상당히 혼란스러워하는데, 이는 에프탈이 박트리아에 정착한 이후 그곳의 문화와 언어에 점진적으로 동화되었기 때문인 것으로 보인다.
『북사』에서는 북위의 승려인 송운(宋雲)이 중앙아시아를 방문했을 무렵인 6세기 전반의 상황을 묘사하면서, 에프탈인들의 언어는 유연이나 고차, 그리고 중앙아시아의 다른 유목 부족들의 언어와 달랐다고 설명한다. 『양서』및 『양직공도』에서는, 원래 에프탈인들은 문자가 없었고 이후 박트리아어를 받아들였다고 설명한다.

### 외모

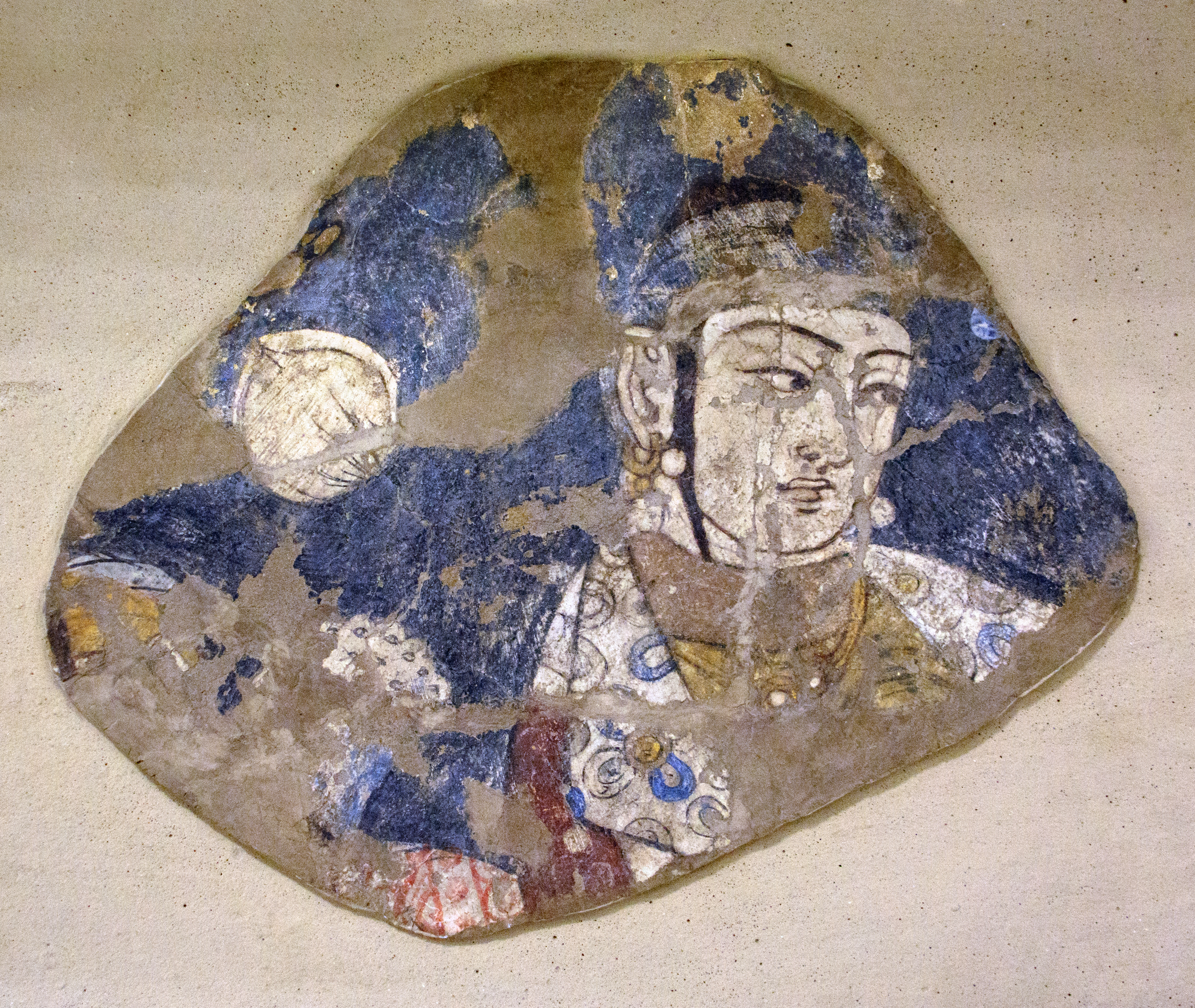
박트리아 지역의 또 다른 고대 유적지인 타브카 쿠르간에서 발견된 벽화.
이것은 특히 '얼굴의 묘사' 부분에서 발할리크 테페의 벽화와 유사한 양식을 보여준다.

에프탈인들은 박트리아 지역의 여러 벽화에 등장하는데, 특히 발할리크 테페의 연회 장면을 묘사한 벽화와 바미얀 석불의 천장에 그려진 그림이 대표적이다. 이 그림에 있는 몇몇 인물들은 튜닉의 옷깃이 오른쪽으로 접힌 띠를 두른 외투, 머리 장신구, 흰 피부, 둥근 수염 없는 얼굴과 같은 독특한 외모를 보여준다.
아마도 바미얀 석불에 그려진 인물들은 기념비적인 거대 부처 석상의 건립을 지지했던 기부자들과 권력층이었을지도 모른다. 이 그림들은 '박트리아(토하리스탄)의 에프탈 지배층의 예술적 전통'에서 상징적인 위치에 있다.
에프탈과 관련된 그림들은 종종 '중앙아시아 미술사의 에프탈 시대'라는 이름으로 분류되었다. 매우 수준이 높은 타브카 쿠르간과 발할리크 테페의 그림들도 여기로 분류되는데, 옷의 묘사와 무늬, 얼굴 표현 등에서 서로 유사한 양식이 나타난다.
중앙아시아 예술에서 이 '에프탈 시대'는 오른쪽이 삼각형으로 접힌 카프탄(caftan)형 의복, 크롭컷 스타일의 머리, 초승달 모양의 장신구가 달린 왕관 등이 특징으로, 이러한 양식의 그림들이 소그디아나, 바미얀, 타림 분지의 쿠차에서 발견되었다. 이는 '에프탈의 지배 하 중앙아시아의 예술 양식과 도상학 등이 정치·문화적인 측면에서 통일된 것'을 의미할수도 있다.

## 역사

### 초기 역사

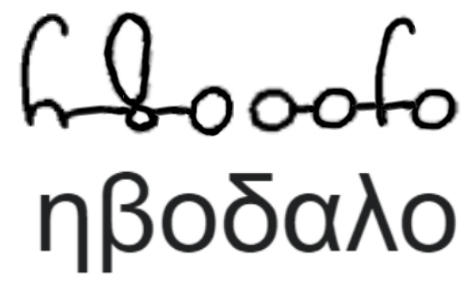
에프탈인들은 박트리아 문자(위)를 사용했는데, 이는 그리스 문자(아래)를 변안한 것이다. 그들은 스스로를 에보달로(ēbodālo)라고 불렀다.

에프탈인들은 5세기 초까지 유연의 지배 하에 있는 봉신국이었다. 비록 언어와 문화는 서로 달랐지만, 그들 사이에는 밀접한 접촉이 있었고, 에프탈은 그들 정치 제도의 상당 부분을 유연인들로부터 차용했다. 특히 맥거번(McGovern)에 따르면, '카간'이라는 호칭은 원래 유연의 것으로 나중에 에프탈 통치자들이 차용한 것이라고 한다. 에프탈이 알타이 산맥을 넘어 남동쪽으로 이주한 이유는 유연의 압력을 피하기 위해서였다.
에프탈인들은 서기 450년경, 또는 그보다 조금 이전에 박트리아에서 제국을 형성했다. 일반적으로 에프탈은 시온족(서기 350년)과 키다라족(서기 380년)에 이어 중앙아시아로의 제 3번째 이주 물결을 형성했다고 여겨져 왔지만, 최근의 연구에 따르면 대신 서기 350~360년 사이에 단일한 대규모 유목민 이주 물결인 '대침략(Great Invasion)'이 있었을 것으로 추정된다. 이것은 서기 4세기부터 일어난 세계 기후의 더욱 힘겨운 방향으로의 이행, 즉 소빙기가 불러일으킨 스텝 지대의 황폐화에 의해 촉발되었다.
이 무렵 에프탈은 알타이 산맥을 넘어 남하하여 중앙아시아에 진입하였고, 그곳에 있던 키다라족을 멸망시켜 트란스옥시아나를 장악하였으며 알촌 훈족을 북인도로 밀어냈다.

### 중앙아시아

#### 사산 제국과의 조우

5세기 경 사산 제국의 영토.

에프탈이 최초로 역사 기록에 등장한 것은 5세기 초엽이다. 이들은 여러 부족들과 함께 사산 제국의 동부를 침공했는데, 당시 사산 황제였던 바흐람 5세는 425년 에프탈의 침공을 물리치고, 그들을 동쪽으로 몰아냈다.
고대 후기의 아르메니아인 역사가 엘리제 바르다피(Elisee Vardaped)에 의하면, 이후 그들은 페르시아 기록에 '야즈데게르드 2세(435~457)의 적'으로 언급되어 있었으며, 야즈데게르드 2세는 442년부터 에프탈 부족과 싸웠다고 한다.
453년, 야즈데게르드 2세는 에프탈을 비롯한 동부의 여러 이민족들을 상대하기 위해 그의 궁정을 동쪽으로 옮겼다.
458년, 아크슌와르라고 불리는 에프탈 왕이 사산 황제 페로즈 1세(458~484)가 그의 형제에게서 왕위를 빼앗는 것을 도왔다. 페로즈는 에프탈과 접촉하여 도움을 요청한 첫 번째 페르시아인이었다.
또한 에프탈은 사산인들이 또다른 훈족인 키다라족을 물리치는 데 도움을 주었다. 467년, 페로즈 1세는 에프탈인들의 지원을 받아 발람(발흐로 추정)을 점령하고 트란스옥시아나에서의 키다라족의 통치를 완전히 종식시켰으며, 박트리아를 잠시 장악했다. 쇠약해진 키다라인들은 간다라 지역으로 피신해야 했다.

#### 사산 제국과의 전쟁
그러나 474년부터 페로즈 1세는 동맹이었던 에프탈과 전쟁을 벌였다. 이것은 아마도 에프탈이 키다라족을 몰아낸 뒤 박트리아를 장악하는 것을 보고, 이들이 더 크기 전에 위협을 미리 제거해야 한다고 생각했던 듯 하다. 그러나 페로즈 1세는 그들에게 2번이나 패배했다. 그 뒤 페로즈는 에프탈에게 일부 영토를 할양하고, 노새 30마리에 금화를 가득 실어서 바쳤으며, 아들 카바드 1세를 인질로 보내야 했다.

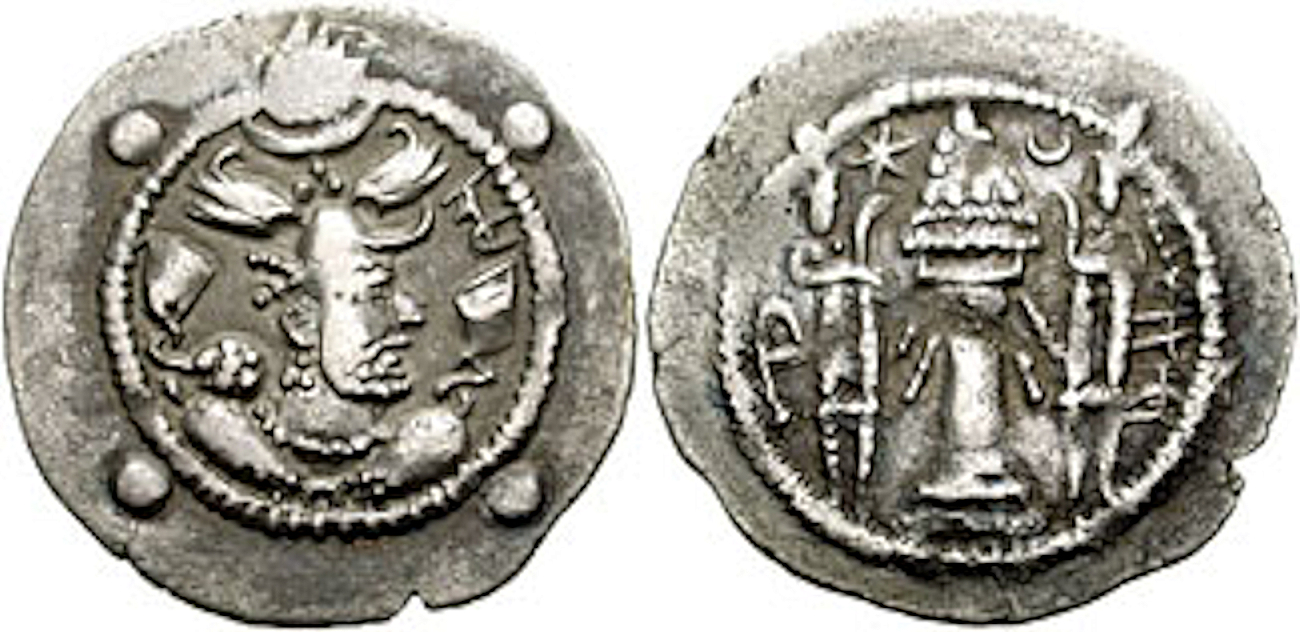
5세기 후반 무렵 발행된 초기 에프탈 동전. 사산 황제 페로즈 1세의 동전 유형을 모방하여 주조된 것이 확인된다.
이 주화는 일반적으로 테두리 주변 모양과 약어 '에프(ηβ)'로 사산 왕조의 것과 구분한다.

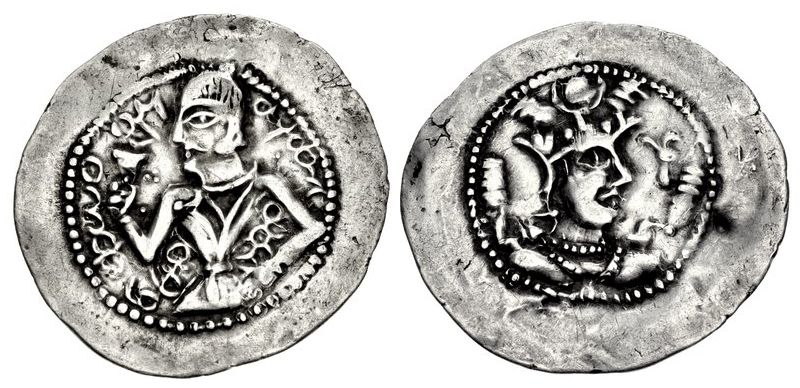
6세기 전반에 발행된 희귀한 에프탈 동전.
왼쪽: 옷깃이 하나 달린 띠가 있는 카프탄을 입고 술잔을 들고 있는 에프탈 왕족.
오른쪽: 에프탈인들이 카바드 1세를 사산 양식으로 표현한 동전.

세 번째 전투인 헤라트 전투(484년)에서 그는 에프탈에게 또다시 패배한 뒤 사망했다. 그의 죽음은 사산 제국에 정치적·사회적·종교적인 격동의 시기를 불러왔다. 이후  니샤푸르, 헤라트, 메르브 등 호라산의 주요 도시들이 에프탈에게 점령되었고, 제국 동부는 약 2년 동안 극심한 약탈에 직면했다. 474년부터 6세기 중반까지 페르시아 샤한샤들은 에프탈 왕의 봉신이었고, 그들에게 막대한 공물을 바쳐야 했다.

#### 일시적인 평화 및 협력
페로즈 1세의 사망 이후 그의 형제 발라시가 사산 황제로 즉위하였고, 에프탈은 페로즈 1세의 아들 카바드 1세의 보호자이자 지원 세력이 되었다. 488년, 에프탈은 카바드 1세에게 군대를 빌려주어 그를 왕위에 올릴 수 있었다.
496~498년 사이 카바드 1세는 반란에 의해 전복되었고, 겨우 탈출하여 에프탈로 도망쳤다. 그 뒤 카바드는 에프탈 왕의 딸과 결혼하는 조건으로 지원을 받아냈고, 499년에 크테시폰으로 쳐들어가 왕위를 되찾을 수 있었다. 고행자 여호수아(6세기)는 카바드 1세가 501~502년에 국경 도시 테오도시오폴리스와 인접한 아르메니아를 약탈하고, 502~503년까지 로마군과 전투를 벌였으며, 503년 9월에 에데사를 포위했을 때에도 그가 에프탈 군대와 함께 했다는 것을 기록했다.

### 박트리아 (토하리스탄)
서기 461~462년 사이, 메하마라는 이름의 알촌 훈족 통치자가 박트리아 동부에 근거지를 두었다고 알려져 있는데, 이것은 아마도 발흐를 중심으로 한 박트리아 서부의 에프탈과 박트리아 동부의 알촌 훈족 사이의 분열을 나타낸 것일수도 있다. 462년에 작성된 박트리아어 편지에서, 메하마는 자신을 '유명하고 번성한 페로즈 왕의 총독이자 남부 박트리아의 왕'이라고 묘사한다.
중요한 것은, 이 편지에서 그는 스스로를 사산 황제 페로즈 1세의 봉신으로 자처하고 있지만,  아마 나중에 사산 제국이 쇠퇴하고 알촌 훈족이 북인도 방면으로 이동하면서 굽타 제국에 끔찍한 재앙이 초래되었다는 점이다.
466년에 키다라인이 완전히 멸망한 이후, 알촌 훈족은 에프탈에 밀려 북인도로 이동했으며, 아마도 에프탈은 박트리아 서부로 팽창했을 것이다. 이는 484년에 롭 왕국이 에프탈 사람들을 위해 작성한 세금 영수증, 에프탈 통치자들에게 지불된 세금에 대해 언급한 문서 등이 발견되면서 그 존재가 입증되었다. 날짜가 없는 한 문서에는 아래와 같은 기록이 남겨져 있었다.
사르투, 화데강의 아들, 에프탈 민족의 번영하는 야브구(ebodalo shabgo), 에프탈인의 통치자의 서기관 하루 롭, 토하리스탄과 가르치스탄의 재판관.

— 롭 노르 왕국의 문서 중 일부 발췌.

### 소그디아나

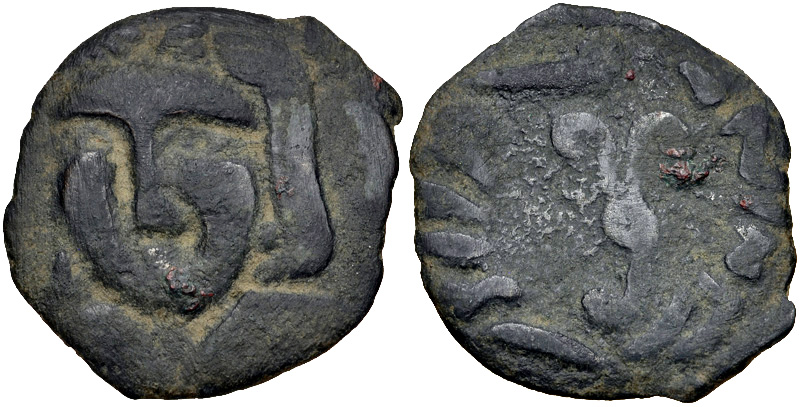
사마르칸트에서 발견된 지역 주화. 뒷면에 에프탈의 문양이 새겨져 있다.

에프탈인들이 정확히 언제 옥수스를 넘어 소그디아나를 정복했는지는 알 수 없지만, 대체로 479년 이후로 추정된다. 왜냐하면 479년을 마지막으로 소그드인들의 중국 사절단 방문이 끊어졌기 때문이다.『양직공도』의 기록 또한 479년에 에프탈인들이 사마르칸트 지역을 점령했다고 말한다. 다만 발흐나 코바디얀 같은 몇몇 소그드 도시들은 522년까지 중국에 사절단을 파견했으므로 정확한 것은 아니다. 484년에 페로즈 1세를 죽인 에프탈 왕 아크슌와르는 소그드어로 ’xs’wnd’r'(권력자)라는 칭호를 가지고 있었다.
에프탈인들은 헤라트를 비롯한 소그디아나 지역의 주요 도시들에 직사각형 모양의 성벽을 축조하고 각 도시들을 긴밀히 연결했으며, 요새화를 주도하는 등 키다라인들이 시작한 도시화 사업을 이어갔다. 에프탈인들은 아마도 동맹을 통해 연결된 지역의 토착 세력이나 총독들의 연합체를 통치했을 것이다. 이들 중 한명은 바르단지(오늘날 우즈베키스탄)의 통치자였는데, 그는 그 기간 동안 독자적인 자신의 동전을 발행하기도 했다.
포로의 몸값과 주변 국가들이 바치는 공물로 벌어들인 부는 아마도 소그디아나의 도시화 사업에 재투자되었을 것으로 추측된다. 중국에서 사산 제국을 지나 비잔티움 제국으로 이어지는 실크로드의 중간 지역에 위치한 소그디아나는 에프탈의 통치 하에서 매우 번영했다. 에프탈인들은 이전의 쿠샨인들이 그랬던 것처럼 실크로드 중개 무역을 계속했고, 중국과 사산 제국 사이의 비단 및 사치품 무역을 원활히 하기 위해 현지 소그드인들의 도움을 받았다.
에프탈의 소그디아나 정복으로, 소그디아나에서는 에프탈이 사산 제국에게 공물로 받은 사산 동전들이 넘쳐나게 되었다. 이후 이 동전들은 실크로드를 따라 퍼졌다. 에프탈의 상징이 들어간 동전은 500~700년 사이에 두드러지게 나타나는데, 여기에는 토착 세력 중 하나인 이흐시드족의 동전 또한 포함된다. 이후 7세기부터 시작된 아랍의 트란스옥시아나 정복 이후에는 이러한 동전들이 잘 발견되지 않는 것을 보아, 아마도 그 즈음에 에프탈의 잔재가 소그디아나에서 사라진 것으로 보인다.

### 타림 분지
서기 5세기 후반, 에프탈인들은 비교적 건너기 쉬운 파미르고원을 통해 동쪽으로 확장했다. 이후 그들은 북위의 공격으로 약화된 유연을 공격하여 타림 분지 서부(카슈가르와 호탄)를 빼앗고, 그들로부터 많은 공물을 받았다.
479년, 에프탈은 투르판 일대까지 진출하여 타림 분지의 동부 또한 장악했다.
497~509년 사이, 에프탈은 투르판과 우루무치 북쪽에 도달했다.
6세기 초, 에프탈인들은 타림 분지에서 중국으로 사절단을 보내고 있었다. 그들은 아마도 이때 북제의 둔황 총독 이현(李賢)과 접촉했을 것이다. 에프탈인들은 560년 그들의 중앙아시아 지배가 무너질 때까지 타림 분지를 계속 점령하고 있었다.
에프탈의 영토가 중앙아시아와 타림 분지로 확장되면서, 에프탈의 예술 양식은 소그디아나, 바미얀, 쿠차와 같이 그들이 지배하던 지역에 퍼져나갔다. 타림 분지 지역의 대표적인 유적지로는 키질 동굴, 쿰투라 동굴, 수바시 저수지 등이 있다. 에프탈 예술 양식의 특징은 오른쪽이 삼각형으로 접힌 카프탄, 초승달 모양의 장식/날개 모양 장식이 달린 왕관, 크롭컷과 비슷한 독특한 헤어스타일 등이 나타난다는 것이다.
쿠차 지역의 그림들, 특히 키질 동굴의 검객들은 이 지역의 에프탈 통치기인 서기 480~550년 사이에 그려진 것으로 보인다. 500년 경의 초기 그림들 중 일부에서는 간다라 양식의 흔적이 얼핏 나타나는데, 이것은 에프탈의 지배 하에서 박트리아와 쿠차라는 먼 두 지역이 서로  정치·문화적으로 연결된 것을 의미한다. 그림에 있는 몇몇 토하라어 단어들은 6세기 즈음에 에프탈인들에 의해 채택되었을 수도 있다.
그 후 돌궐 제 1 카간국의 튀르크족들은 서기 560년 무렵 투르판과 쿠차 지역을 장악했고, 사산 제국과 연합하여 에프탈을 멸망시키는 데 중요한 역할을 했다.

### 중국에 사절단 파견

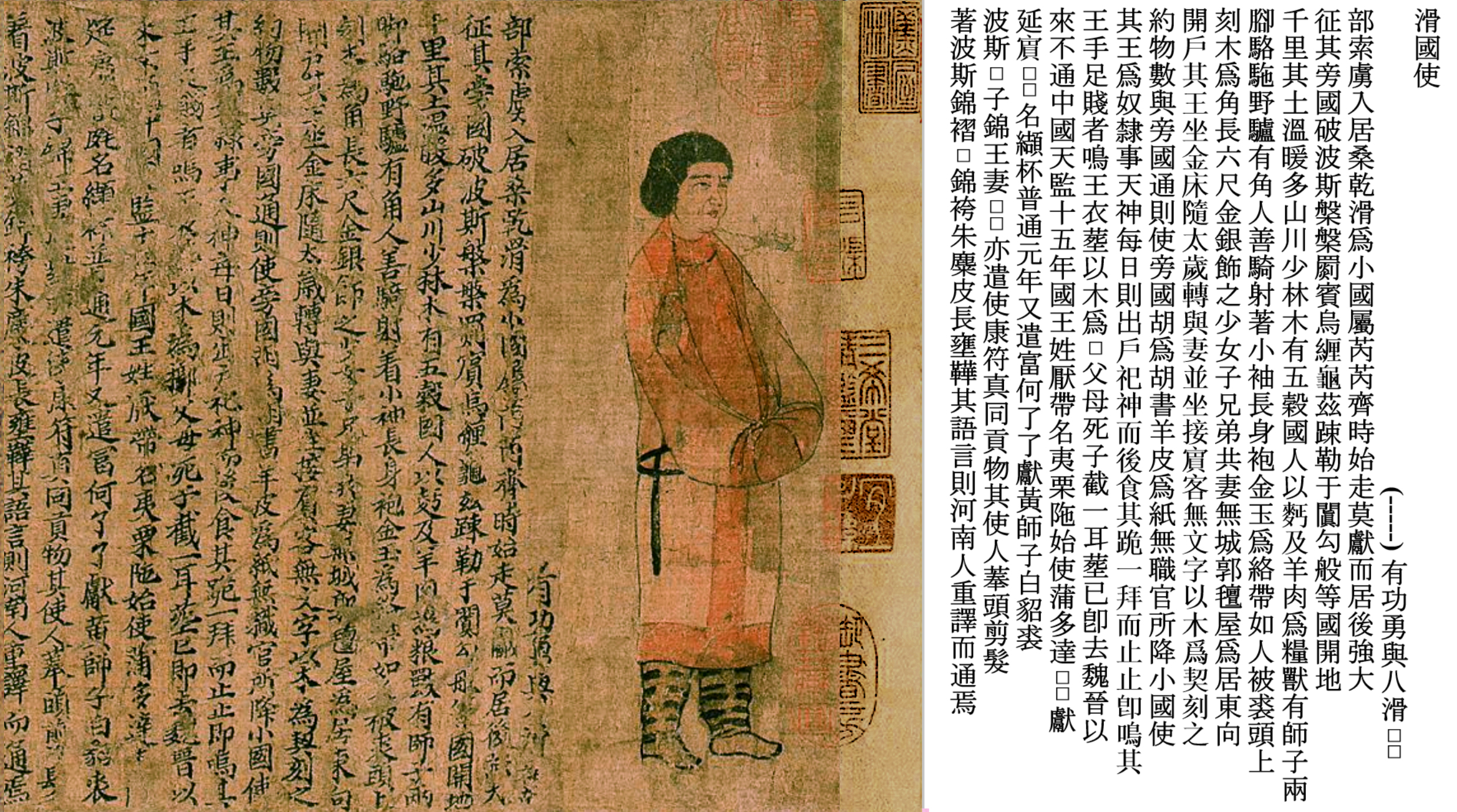
서기 516~526년 양나라의 수도 건강(建康)에 도착한 에프탈 사절을 그린 『양직공도』의 그림과 설명문.

서기 516~526년 무렵 양나라에 도착한 에프탈(滑) 사절의 삽화는, 양나라의 4대 황제인 효원제(孝元帝) 소역(蕭繹)에 의해 그려진 것으로 전해지는 『양직공도』에 묘사되어 있다. 이후 『양직공도』대부분이 소실되었지만, 9세기 당나라의『당염립본왕회도(唐閻立本王會圖)』와 11세기 송나라의 판본을 포함한 몇몇 모사본이 보존되어 오늘날까지 전해졌다.
에프탈 사절단의 그림과 함께 설명문이 적혀져 있는데, 이 글은 그들이 유연의 봉신국이었을 때 에프탈이 얼마나 작았는지와 함께, 어떻게 에프탈이 소그디아나를 점령한 후 사산 제국을 포함한 주변 국가들을 정복했는지를 언급하고 있다.
원위(元魏, 북위)가 아직 상건(桑乾)주 지역에 거주할 때까지는 활(滑, 에프탈)은 여전히 소국(小國)이었으며, 예예(芮芮, 유연)에 속(屬)하여 있었다. 제나라 시대에 그들은 처음으로 떠나 막사(莫獻)로 이주하여 정착하였다...(중략) 그 뒤에 점차 강대하여져서 주변의 파사(波斯), 반반(盤盤?), 계빈(罽賓), 언기(焉耆), 구자(龜茲), 소륵(疏勒), 고묵(姑墨), 우전(于闐), 구반(句盤) 등의 국가들을 정벌하여 땅을 천여 리나 개척하였다.
元魏之居桑乾也,  滑猶爲小國,  屬芮芮。後稍強大,  征其旁國波斯,  盤盤,  罽賓,  焉耆,  龜茲,  疏勒,  姑墨,  于闐,  句盤等國,  開地千餘里。
— 『양직공도』설명문 및 『양서』54권 열전 제48 제이 의 내용 중 일부 발췌

『양직공도』는 516년 이전에는 에프탈 사절이 중국에 방문하지 않았다고 기록했는데, 바로 그해에 '성염대명이율타(姓厭帶名夷栗陁)'라는 이름의 에프탈 왕이 '포다체(蒲多达)'라는 사절을 보냈다. 520년에 또 다른 에프탈 사절인 부하요요(富何了了)가 궁정을 방문하여 황(黃)사자, 백(白)담비갖옷, 파사산 비단(波斯錦) 등의 물품을 바쳤다. 그들의 언어는 하남국 사람들의 통역을 거쳐야 알아들을 수 있었다고 한다.
『양직공도』에서 에프탈 사절의 그림은 다른 나라 사절의 그림보다 앞에 위치해 있고, 가장 긴 설명문이 쓰여졌기 때문에 아마도 에프탈은 양나라에게 중요한 외교국이었을 것이다. 『양서』54권에 따르면, 에프탈 사절은 토하라인(胡蜜丹), 야르칸드(周古柯), 코바디얀(呵跋檀) 출신의 수행원들을 동행했다고 한다.
- 『양직공도』는 한 국가의 사절이 다른 국가의 사절보다 우위에 있을수록 그들을 묘사한 그림을 오른쪽에 두었다. 오른쪽부터 차례대로: 에프탈(滑/嚈哒), 페르시아(波斯), 백제(百濟), 쿠차(龜茲), 일본(倭), 말레이시아(狼牙脩), 창(鄧至), 야르칸드(周古柯), 코바디얀(呵跋檀), 쿤두즈(胡蜜丹), 발흐(白題), 메르브(末) 등이다.

중앙아시아의 사절들 대부분은 덥수룩한 수염과 비교적 긴 머리를 한 모습이지만, 에프탈 영향권 아래 있던 지역 출신의 사절들(야르칸드, 코바디얀, 쿤두즈, 발흐)은 이와 대조적으로 말끔하게 면도를 하고 짧게 자른 머리를 정돈한 모습을 보인다. 이러한 신체적 대조는 이 무렵 중앙아시아에서 제작된 수많은 인장들에서도 확인된다.

#### 기타 사절들
중국 연대기에는 약 24개의 에프탈 대사관이 기록되어 있는데, 456년에 최초로 대사관을 설치한 것을 시작으로 507~558년까지 20개가 설치되었다. (535년까지 북위에 15개, 541년까지 양나라에 5개가 있었다) 마지막 세 곳은 『주서』에 언급되어 있는데, 『주서』에는 에프탈이 안서(安西), 호탄(和田) 등 서역의 20여 개국을 정복했으며 546년, 553년, 558년에 각각 서위와 북주의 조정에 사절단을 파견했다고 기록되어 있다. 헤프탈 사람들이 '튀르크인들에 의해 박살난' 이후, 중국의 에프탈 대사관들은 폐쇄되었다.
또한 에프탈은 서기 550년 무렵에 셀레우키아 크테시폰의 동방 교회 총대주교인 마르 아바 1세(Mar Aba I)로부터 기독교 주교를 파견해달라고 요청했고, 마르 아바 1세가 이를 수락하였다는 기록이 확인된다.

### 바미얀 석불 축조
바미얀 석불은 에프탈의 통치 하에서 축조되었다. 550~560년대에 비록 에프탈 제국이 멸망했지만, 에프탈인들은 아프가니스탄 북부에 해당하는 박트리아 지역에서 통치를 이어갔고, 특히 바미얀과 그 일대의 성들을 지배했다. 바미얀 석불에 대한 탄소 연대 측정 결과, 비교적 작은 38m 높이의 '동쪽 석불'은 570년 무렵(95%의 확률로 544~595년 사이)에 건설되었고, 더 큰 55m 높이의 '서쪽 석불'은 618년 무렵(95%의 확률로 591~644년 사이)에 건설되었다.
- 동쪽 석불이 지어진 연도는 돌궐 제 1 카간국과 사산 제국의 동맹을 맺고 에프탈 제국을 멸망시키기 직전, 또는 그 이후에 해당된다.

- 서쪽 석불이 지어진 연도는 에프탈인이 제국의 멸망 이후 옥수스 남부에서 제후국을 형성하고, 625년에 서튀르크인들이 그들을 압도하여 토하라 야브구를 형성할 무렵에 해당된다.

동쪽 석불의 천장에는 말이 끄는 전차 위의 태양신 주위로 여러 에프탈인 신도들이 둘러싸고 있는 의식 장면이 묘사되어 있다. 태양신은 토하라 양식의 카프탄을 착용하고, 장화를 신었으며, 창을 들고 있다. 이는 소그디아나에서 숭배되는 이란 신 미트라의 도상에서 유래되었다. 그는 네 마리의 말이 끄는 황금 이륜 전차를 타고 있으며, 그 옆에는 날개가 달린 수행원 두명이 서서 깃털이 달린 코린토스식 투구를 쓰고 방패를 들고 있다. 맨 위에는 하늘을 날고 있는 바람의 신들이 있다. 이 훌륭하고 독특한 구도는 간다라나 인도의 그림과 비교해보았을때 매우 이질적이지만, 키질 동굴이나 둔황에서 발견된 그림과는 유사한 부분이 많다.
중앙 그림에는 태양신뿐만 아니라 부처, 보살, 그리고 여러 에프탈 왕과 고관대작들이 그려져 있다. 옆에서 바라본 모습을 한 승려 뒤에 서있는 인물은 바미얀의 왕이었다. 그는 초승달 한개와 코림보스(Kόρυμβος)로 장식된 왕관을 쓰고, 둥근 목 장식의 튜닉을 착용하고 있었다. 한편 그림에 그려진 인물들 대부분은 에프탈 왕족과 부유층들이었는데, 그들에게서 에프탈 특유의 풍습이 얼핏 보인다.
안타깝게도 2001년, 바미얀 석불이 탈레반에 의해 파괴되면서 이 그림 또한 같이 사라져버렸다.

### 소그드 상인들의 무덤에 묘사된 에프탈 왕족들
위르카크 무덤은 6세기 무렵에 활동한 소그드인 상인 위르카크의 무덤으로, 장안에서 발견되었다. 때때로 정교한 사산 양식의 왕관을 쓴 페르시아 왕족들이 궁전이나 사냥 그림에 나타나는 것처럼, 무덤의 그림 장식에는 에프탈 통치자에 대한 묘사가 보편적으로 등장한다. 에프탈 통치자들은 종종 그들의 여성 배우자들과 함께 묘사되기도 한다.
조각 묘사와 그 외의 몇몇 부분을 보았을 때, 위르카크는 상인 활동 초기에 에프탈인과 주로 거래를 했었을 것이다.(에프탈 제국이 AD 560년에 멸망할 무렵 그는 60살이었다.)
에프탈 제국 멸망 이후인 570년경에 제작된 소그드 장례 기념물 Miho funerary couch과 위르카크 무덤보다 24년 더 늦게 제작된 안자의 무덤, 그리고 후대의 모든 소그드인 무덤의 그림은 이전의 에프탈 지배기였을 때보다 다소 희화적으로 변했고, 에프탈인들이 묘사된 그림은 찾아볼 수 없으며, 그 자리는 이제 소그드인들의 주요 거래 상대가 될 튀르크인들로 대체될 것이었다.

### 쇠퇴

#### 제국의 멸망과 제후국 형성

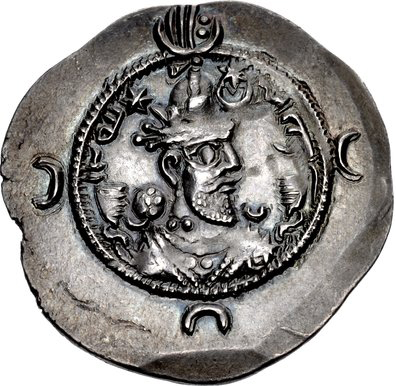
호스로 1세가 주조한 동전. 호스로 1세는 내부의 혼란을 종식시키고 여러 제도들을 개혁하면서 사산 제국의 안정을 가져왔다.
그와 후계자들의 치세 아래 사산 제국은 91년에 걸친 마지막 전성기를 누렸다.

카바드 1세 이후 에프탈인들은 사산 제국으로의 관심을 다른 데로 돌렸고, 그 사이 사산 제국에서는 호스로 1세가 즉위하여 마지막 전성기를 구가하기 시작했다.
550년대 무렵, 비잔티움 제국과의 전쟁을 성공적으로 마무리한 호스로 1세는 이제 동부의 에프탈에 대해 전면적인 군사력 투사를 감행할 수 있었다. 그러나 호스로 1세의 개혁 아래 페르시아의 군사력이 성장했음에도 불구하고, 사산인들은 에프탈이 공격해올 것을 두려워하여 동맹을 맺을 국가를 모색했다. 이에 대한 고민은 얼마 지나지 않아 튀르크인들이 중앙아시아를 침략하면서 해결되었다.
552년, 튀르크인들은 유연을 멸망시키고 몽골 고원을 장악했으며, 돌궐 제 1 카간국을 형성했고, 558년에는 볼가강 하류에 도달했다. 튀르크인들의 중앙아시아로의 이동은 곧 그들과 에프탈 사이의 충돌을 의미했고, 에프탈과 튀르크인들은 이제 경쟁자가 되었다.
에프탈인들은 강력한 군사력을 보유하고 있었지만, 양면 전선으로 인해 싸울 병력이 부족했다. 피르다우시의『샤나메』에 따르면, 에프탈인은 이때 발흐, 쉬그난, 아몰, 잠, 쿠탈, 테르메즈, 와슈기르드에서 온 군대의 지원을 받았다고 한다. 557년부터 사산 제국과 돌궐 제 1 카간국은 동맹을 맺고 에프탈을 양쪽에서 압박했다. 설상가상으로 에프탈인들은 이때 무질서하고 분열되어 있어서 이들의 공격에 대처가 힘들었다.
560년, 카르시 근처에서 벌어진 골자르룬 전투에서 에프탈인들이 사산-튀르크 동맹군에게 패배함으로써 에프탈 제국은 최종적으로 멸망했다.

페로즈 1세~호스로 1세까지 지속된 사산 제국의 동방으로의 팽창.
9세기의 페르시아 학자 무함마드 알타바리에 따르면, 호스로 1세가 에프탈을 물리친 이후
사산 제국이 신드, 아라코시아, 자불리스탄, 박트리아, 다르디스탄, 카불리스탄을 장악했다고 한다.

골자르룬 전투의 패배 이후, 에프탈인들은 박트리아로 철수했고, 차가니얀의 통치자였던  파가니쉬를 왕으로 추대했다. 그 뒤 박트리아와 옥수스 일대에 수많은 반독립적인 에프탈 제후국들이 형성되었는데, 이들은 사산-튀르크 동맹에 의해 멸망한 에프탈 제국의 잔재였을 것이다. 차가니얀, 쿠탈, 테르메즈, 발흐, 바드기스, 헤라트, 카불의 자라프샨 계곡 등 오늘날 아프가니스탄 북부에 해당하는 광범위한 지역에서 에프탈 쿠르간이 발굴되었는데, 바미얀에서도 발견될 가능성이 있다.
사산 제국과 돌궐 제 1 카간국은 옥수스를 따라 에프탈 제국의 영토를 분할했고, 그 사이에 위치한 에프탈계 제후국들은 두 제국 사이의 완충지대 역할을 했다. 그런데 에프탈인들이 차가니얀의 파가니쉬를 왕으로 추대하자, 호스로 1세는 옥수스를 건너 차가니얀 제후국과 쿠탈 제후국을 속국으로 삼았다.
579년 호스로 1세가 죽은 뒤, 박트리아와 호탄의 에프탈인들이 사산 제국에 대항하여 반란을 일으켰지만, 이는 튀르크인들에 의해 손쉽게 진압되었다. 한편 그 무렵에 돌궐 제 1 카간국이 분열되었고, 중앙아시아~캅카스에 이르는 서부 영토에는 서돌궐 카간국이 세워졌다.
588년, 동돌궐의 막하가한(莫何可汗, Bagha Kaghan)은 제 1차 튀르크-페르시아 전쟁을 일으켜 에프탈 제후국들과 함께 옥수스 남쪽의 사산 영토를 침공했고, 발흐에 주둔한 사산 군대를 격파한 다음 탈라칸, 바드기스, 헤라트 등의 도시를 점령했다. 그러나 사산 제국의 장군인 바흐람 추빈이 출정하여 튀르크인들을 물리치고 동부 영토를 수복했다.

#### 제후국 시대: 사산 제국을 습격하다
서기 600년경, 에프탈인들은 사산 제국을 급습하여 페르시아 중부의 이스파한까지 도달했다. 이후 그들은 호스로 2세의 주화를 모방한 수많은 동전들을 발행했고, 그 앞면에 소그드어로 된 에프탈 상징과 탐가를 새겼다.
서기 616~617년에 제 2차 튀르크-페르시아 전쟁이 일어나, 튀르크인과 에프탈인들이 다시 사산 제국을 습격하여 이스파한을 약탈했다. 이에 호스로 2세는 페르시아령 아르메니아 출신의 슴바트 4세 바그라투니를 파견하여 침략자들을 물리치도록 했는데, 슴바트는 한 페르시아 왕자의 도움을 받아 에프탈인들을 격퇴하고, 그들의 영토로 쳐들어가서 왕을 죽였다고 한다. 이후 호스로 2세는 슴바트에게 '호스로우 순(The Joy of Khosrow, 호스로의 기쁨)'을, 슴바트의 아들 바라즈티로츠에게는 '자비테안 호스로우(Javitean Khosrow, 영원한 호스로)'의 칭호를 하사했다.

### 멸망과 잔존 세력의 소멸

#### 서돌궐 침입, 토하라 야브구의 설립
서기 625년부터, 박트리아~카불에 이르는 에프탈 제후국들의 영토는 서돌궐의 튀르크인들이 남하하여 세운 토하라 야브구에 의해 잠식당하기 시작했다.
- 사실 튀르크인들의 박트리아 침입은 569년부터 시작되었다. 그 무렵 튀르크인들은 사산 제국에게 복속한 에프탈 제후국들 일부를 점령했고, 1년 뒤에는 카불과 간다라에 도달했다. 따라서 이전에 사산 제국의 봉신국이었던 에프탈 제후국들은 튀르크의 패권을 받아들이고 서돌궐 카간국의 봉신국이 되었다. 한편 알촌 훈족들은 카불과 간다라에서 계속 지배를 이어갔지만, 튀르크인들은 에프탈 공국만 점령하고는 돌아가버렸다. 581~582년 사이, 에프탈인들은 달두가한(達頭可汗, Tardu Khagan)에 대항하여 사산인들과 연합한 뒤 반란을 일으켰다. 그러나 그 뒤 벌어진 제 1차 튀르크-페르시아 전쟁에서 에프탈 제후국들이 대거 튀르크 측으로 참전한 것으로 보아, 반란은 실패로 돌아갔을 것이다.

- 이후에도 제 2차 튀르크-페르시아 전쟁에서 튀르크인들이 사산 제국과 맞서 싸우는 에프탈 제후국들을 지원한 것으로 미루어보았을 때, 아무래도 582년 이후에는 에프탈 제후국들이 완전히 튀르크 제국에게 복속되었던 듯 하다.

튀르크인들은 옥수스 남쪽의 영토를 점령할 생각을 분명히 가지고 있었는데, 서쪽에서 발생한 비잔티움-페르시아 전쟁(602~628)은 그들에게 절호의 기회였다. 사산 제국이 비잔티움 제국과의 전쟁에 골몰하고 있을 625년 무렵, 서돌궐의 통엽호 카간(統葉護可汗, Tong Yabghu Khagan)은 박트리아에 침입하여 에프탈 공국들에게 항복을 강요했다. 이후 그는 인더스 강까지 남하하여 모든 에프탈 공국들을 장악하고, 그 지역의 에프탈인들을 튀르크인들로 대체했다.
『책부원귀』에 따르면, 이때 튀르크인들에 의해 점령된 공국들이 자불리스탄, 간다라, 쿠탈, 차가니얀, 쉬그난, 바흐다트, 바드기스, 와한, 구즈간, 바미얀, 코바디얀, 바다흐샨 등이었다고 한다. 쿠탈과 간다라 일대는 토라마나 2세라는 왕의 지배 아래  가장 동쪽에 있는 '에프탈(사실은 알촌 훈족) 제후국'으로서 존속할 수 있었지만, 얼마 지나지 않아 다른 제후국들과 마찬가지로 튀르크인들의 봉신국으로 전락하였다. 이후 간다라 지역에서 발행된 지역 통치자들의 동전 초상화에 '황소 머리 왕관'이 등장하는 것은, 아마도 통엽호 카간이 분열되어 있던 튀르크 제국을 통일한 599년부터 사용된 '부카(buqa, 황소)'라는 칭호를 에프탈인들이 채택했기 때문으로, 아마도 이것은 그들이 튀르크인의 주권을 인정했다는 증거로 볼 수도 있다.
통엽호 카간은 자신의 아들 통두설(達頭设, Tardush Shad)을 토하리스탄(박트리아)의 야브구(부왕)로 임명하고, 쿤두즈에서부터 옥수스 남쪽까지의 새로 정복한 모든 영토를 다스리게 했다. 이후 토하라 야브구는 서기 758년까지 바다흐샨 지역에서 작은 정치 집단으로 존속했으며, 그들의 유산은 9세기까지 튀르크 샤히, 준빌과 함께 동남쪽으로 확장되었다.

#### 아랍 침공
610년 이슬람이 창시된 이래, 무함마드와 그의 후계자들은 수많은 부족으로 나뉘어 있던 아라비아 반도의 베두인들을 하나로 통합했을 뿐만 아니라, 통일된 힘을 외부로 집중시켜 폭발적으로 세력을 확장하는 놀라운 영향력을 발휘했다. 무함마드가 사망한 지 20년도 채 지나지 않아, 이슬람 군대는 팔레스타인, 시리아, 이집트를 군사적으로 압박하여 비잔티움 제국의 군대를 아나톨리아반도로 밀어내고 중동의 강대국이었던 사산 제국까지 멸망시켰다.(초기 무슬림 정복)
650년대는 이슬람이 나하반드 전투(642)에서 승리한 이후 사산 제국을 한창 정복해가던 중이었다. 이 무렵 사산 제국의 마지막 황제인 야즈데게르드 3세는 박트리아 일대에서 잔존 세력을 끌어모아 군대를 결집시켰는데, 그는 동쪽으로 향하여 튀르크인들의 도움을 얻고자 했다. 처음에 야즈데게르드는 차가니얀의 에프탈 제후국에게 지원을 받았지만, 메르브에 도달한 후 그곳의 총독에게 과도한 세금을 요구하여 지지를 잃었다. 메르브 총독은 바드기스의 에프탈 통치자 네자크 타르칸(Nezak Tarkan)과 동맹을 맺고 651년 야즈데게르드 3세를 물리쳤다. 야즈데게르드 3세는 간신히 목숨을 걸고 도망칠 수 있었지만, 곧 메르브 인근에서 살해당했고, 아랍인들은 같은 해 메르브를 함락시키는 데 성공했다.
652년 이후 아랍인들은 발흐를 비롯한 박트리아 북부의 도시들을 점령했는데, 에프탈 제후국들은 그들에게 공물을 바치고 이슬람 군대를 도시 내에 주둔시켜야 했다.
654년, 카렌 가문과 손잡은 네자크 타르칸은 휘하의 에프탈인들과 함께 이슬람 지배에 반기를 들었다. 반란은 헤라트, 바기스, 호라산까지 확산되었고, 심지어 반란군은 아랍인들을 발흐와 니샤푸르에서 물리치기까지 했다. 그러나 압드 알라 이븐 아미르가 이끄는 군대가 곧 도착하여 반란을 진압했다.
659년 중국 연대기에는 여전히 '읍달태간(悒達太汗, 네자크 타르칸의 음차)'이라는 인물이 토하리스탄의 '활로(活路, 오늘날 아프가니스탄 마자르-이-샤리프)를 지배하고 있다고 기록되어 있다.
메르브는 아랍인들의 중앙아시아 정복의 근거지가 되었다. 아랍인들은 661년에 우마이야 칼리파국이 세워지기 전까지 약 4년간의 내전을 겪으며 기세가 잠시 둔화되었지만, 내전이 종결된 이후에는 이를 수습하고 팽창을 계속할 수 있었다.
689년경, 바드기스의 에프탈 통치자와 압드 알라 이븐 카심 알-술라미(이븐 알 주바이르 세력의 호라산 총독)가 우마이야 왕조에 대항하여 동맹을 맺었다. 이후 그들은 테르메즈를 점령하고 잠시이긴 하지만 호라산 전역을 장악하였다. 당시 아랍 기록은 테르메즈를 '에프탈인들의 거점(아랍어: مقر الهفتاليت, dār mamlakat al-Hayāṭela)'이라고 칭했다.
704년, 야지드 이븐 알 무할라브 휘하 우마이야 칼리파국의 아랍인들이 테르메즈를 탈환했지만, 5년 뒤인 709년 네자크 타르칸을 포함한 바드기스의 에프탈인들은 토하라 야브구와 다른 에프탈 제후국들의 지원을 받고 재차 반란을 일으켰다. 710년, 쿠타이바 이븐 무슬림은 박트리아에 대한 우마이야 칼리파국의 지배권을 다시 확립하였고, 항복한 네자크 타르칸은 칼리파국 동부 영토 총독 알 하지 이븐 유수프의 명으로 처형되었다.
718년, 중국 연대기에는 여전히 '읍달(悒達)'이 그들의 종주국인 토하라 야브구에 5만 명의 군대를 지원할 수 있는 국가라고 언급되어 있다.
8세기 경의 고대 티베트어 문서에서 돌궐의 카파간 카간 휘하 12개 튀르크 부족 가운데 에프탈 부족이 언급되었다. 또한 카파칸 카간을 다룬 중국 연대기는 서기 748년경에 '에프탈 왕국'의 사절단이 방문했다고 기록했다.

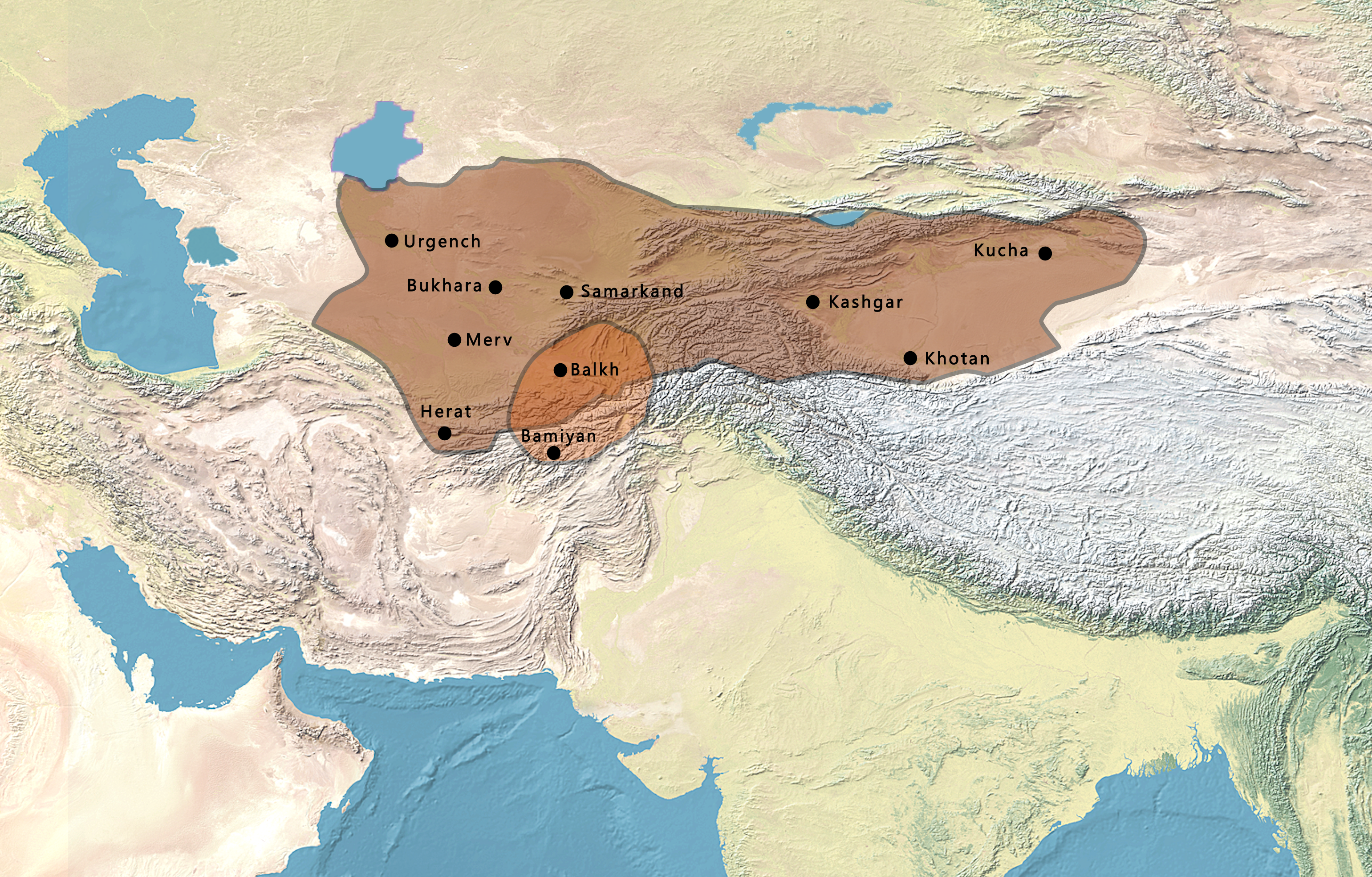
에프탈 제국과 에프탈 제후국의 영토.
에프탈은 9세기를 전후하여 역사에서 완전히 사라졌다.

9세기 무렵 아바스 체제의 붕괴와 여러 반독립 이슬람 왕조들(타히르, 사만, 사파르)의 대두, 그리고 튀르크계 유목민들의 이동으로 인해 중앙아시아는 일대 혼란에 빠졌다. 아마도 그 즈음에 에프탈 제후국들의 일부 잔재들은 완전히 튀르크인들에게 동화되었을 것이다. 이후에는 에프탈에 대한 기록들이 등장하지 않는다.

## 군사 및 무기
에프탈인들은 강력한 군사력을 보유하고 있었는데, 몇몇 기록들에 의하면 그들의 주요 무기는 활, 메이스, 검 등이었다. 그들의 급격한 팽창 및 군사적 업적을 미루어 볼 때, 아마도 그들은 강력한 기병력을 보유하고 있었을 것이고, 대부분의 기병은 경기병 또는 궁기병이었다. 6세기의 아르메니아 역사학가 가자르 파르페치(Ghazar Parpetsi, 아르메니아어: Ղազար Փարպեցի)에 따르면:
평화가 도래했을 때조차, 에프탈인들을 보거나 심지어 언급하는 것만으로도 모두가 공포에 떨었고, 에프탈인들이 아리아인의 왕(굽타 인도)과 페르시아인들(사산 제국)에게 가한 재앙과 패배를 모두가 너무나 분명하게 기억하고 있었으므로, 공개적으로 (그들과) 전쟁을 벌이는 것은 의심의 여지가 없었다.

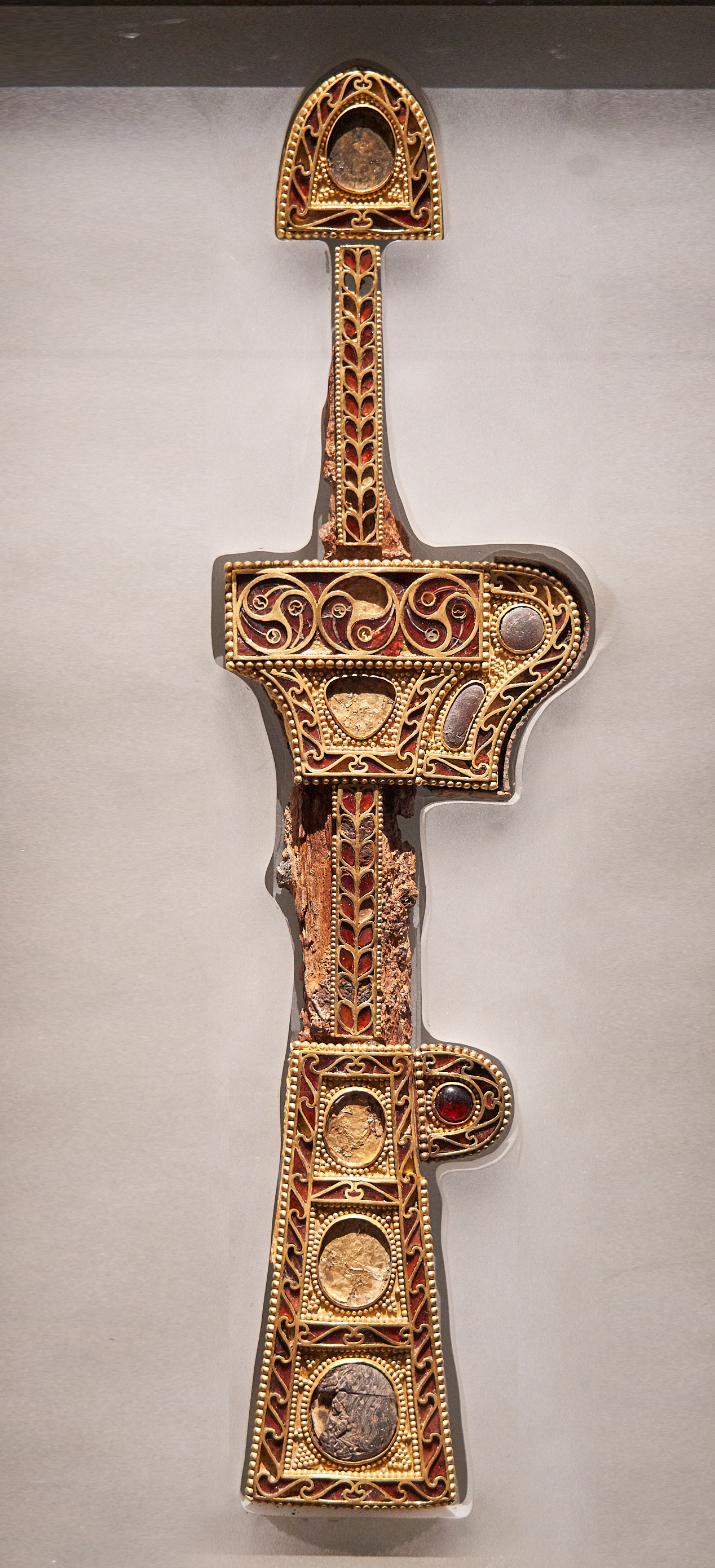
계림로 보검의 모습

경주 계림로 보검(慶州 鷄林路 寶劍)은 에프탈의 검 제작 양식이 잘 드러나 있는 유물 중 하나로, 황금과 마노로 꾸며진 화려한 장식과 검집의 2중 돌출부 등이 주요 특징이다. 특히 검집 상부에 위치한 P자형 돌출부는 끈을 연결하여 말을 탔을 때 허리에 차기 쉽도록 했다고 추측된다. 계림로 단검은 실크로드 무역을 통해서, 또는 외교 선물로서 한반도에 도착한 것으로 생각된다. 이러한 검 제작 양식은 아랍 침공 직접인 6~7세기 경의 사산 제국에도 영향을 주었는데, 호스로 2세(AD 590~628)의 타크에보스탄 부조에서 처음으로 확인되었다.
펜자켄트 및 키질의 벽화에서 볼 수 있는 화려한 클루아조네 기법(cloisonné), 그리고 2중 돌출부 검집 등은 에프탈의 영향으로 제작되었을 수 있다. 키질 유적에 있는 '화가들의 동굴'에서는 기마전사들을 보여주는 벽화가 그려져 있다. 그들은 전형적인 훈족 양식으로 제작된 직사각형 또는 타원형의 2중 돌출부 검집을 차고 있었다.
라멜라 투구 양식 또한 스텝의 유목민들에 의해 널리 퍼졌고, 이는 사산 제국이 560년 경 에프탈 제국을 멸망시키고 중앙아시아로 진출했을때 그들에게로 건너갔다. 라멜라 투구 양식은 타크에보스탄 부조와 베히스툰 비문, 그리고 호스로 2세 시기에 제작된 아나히타 조각상을 표현한 동전에도 나타난다.

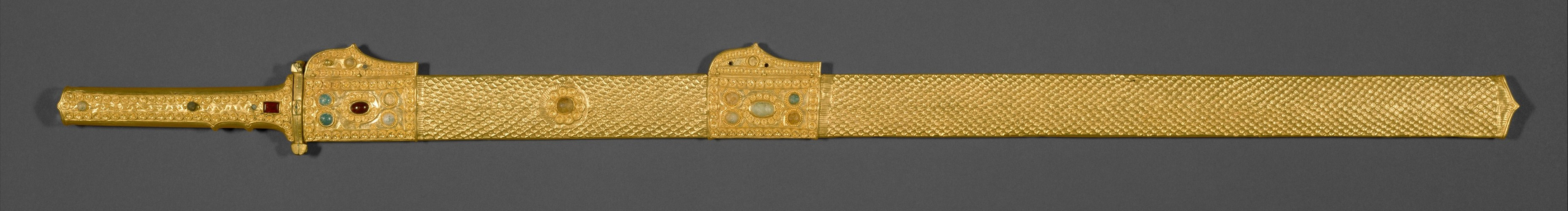
서기 7세기 경 사산 제국에서 제작된, '훈족 양식'에서 파생된 검 및 2중 돌출부 모양의 검집

## 풍습과 종교
에프탈인들이 주조한 동전의 초상화와 몇몇 사료, 그리고 최근의 연구들은 그들이 일처다부제와 편두(인공 두개골 변형)를 행했음을 암시하고 있다. 종종 에프탈과 혼동되었던 북인도의 알촌 훈족들 또한 편두 풍습이 있었던 것으로 보인다.

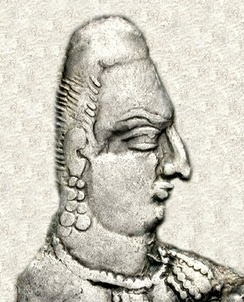
알촌 훈족의 왕 킹길라의 동전 초상화(AD 450)

중국 연대기들은 에프탈인들이 '외국의 신', '악마', '하늘의 신', '불의 신'을 숭배했으며, 그들이 성곽에 살지 않고 천막을 짓고 살았다고 한다. 특히 『양서』54권 열전 제48 제이에는 에프탈의 지리 및 풍습이 자세히 나타나 있다.
활국은 기후가 온난하며, 산천(山川)과 수목(樹木)이 많고, 오곡(五穀)이 난다. 국인들은 보릿가루와 양고기로 양식을 삼는다. 그 나라의 짐승으로는 사자와 두 발 낙타[兩腳駱駝]가 있고, 또 뿔이 달린 야생 나귀가 있다. 사람들은 모두 활쏘기를 잘하고, 작은 소매에 길이가 긴 솜 외투를 입고, 금옥(金玉)을 써서 허리띠를 만든다. 여인들은 갖옷을 두르고, 머리 위에는 나무를 깎아 만든 뿔을 다는데, 길이가 6척이나 되고 금과 은으로 꾸몄다. 여자가 적어서 형제가 처를 공유한다. 성곽이 없고, 모직물[氈]로 집을 만들어 살며, 동향으로 문을 낸다. 그 왕은 금으로 만든 평상에 앉으며, 목성(木星)의 위치 즉 그 해의 간지[太歲]를 따라 그 앉는 방향을 돌리며, 처와 나란히 앉아 손님을 접견한다. 문자는 없고, 나무에 [부호를 새겨] 약속을 정한다. 이웃 나라와 교통할 때는 이웃 나라의 호인(胡人)에게 호(胡)의 글자로 쓰게 하는데, 양의 가죽에 적는다. 직위와 관등(職官)이 없다. 천신(天神)과 화신(火神)을 섬기는데, 매일 문을 나가 신에 제사를 지낸 뒤에야 먹는다. 꿇어 앉아 한번 절하는 것으로 그친다. 장례 시에는 나무로 곽(槨)을 만든다. 부모가 죽으면, 그 아들은 한쪽 귀를 자르고, 매장이 끝나면 평상으로 돌아간다.

土地溫暖, 多山川樹木, 有五穀. 國人以麨及羊肉爲糧. 其獸有師子·兩腳駱駝, 野驢有角. 人皆善射, 著小袖長身袍, 用金玉爲帶. 女人被裘, 頭上刻木爲角, 長六尺, 以金銀飾之. 少女子, 兄弟共妻. 無城郭, 氈屋爲居, 東向開戶. 其王坐金床, 隨太歲轉, 與妻並坐接客. 無文字, 以木爲契. 與旁國通, 則使旁國胡爲胡書, 羊皮爲紙. 無職官. 事天神·火神, 每日則出戶祀神而後食. 其跪一拜而止. 葬以木爲槨. 父母死, 其子截一耳, 葬訖卽吉.

역사학자 안드레 윙크(André Wink)에 따르면, 에프탈의 지역에서는 불교가 주를 이루었지만 조로아스터교와 마니교 또한 존재했다고 한다. 발흐에는 100여 개의 불교 사원과 3만 명의 승려가 있었고, 시가지 밖에는 나중에 나바 비하라(Nava Vihāra)로 알려진 큰 불교 공동체가 존재했다.

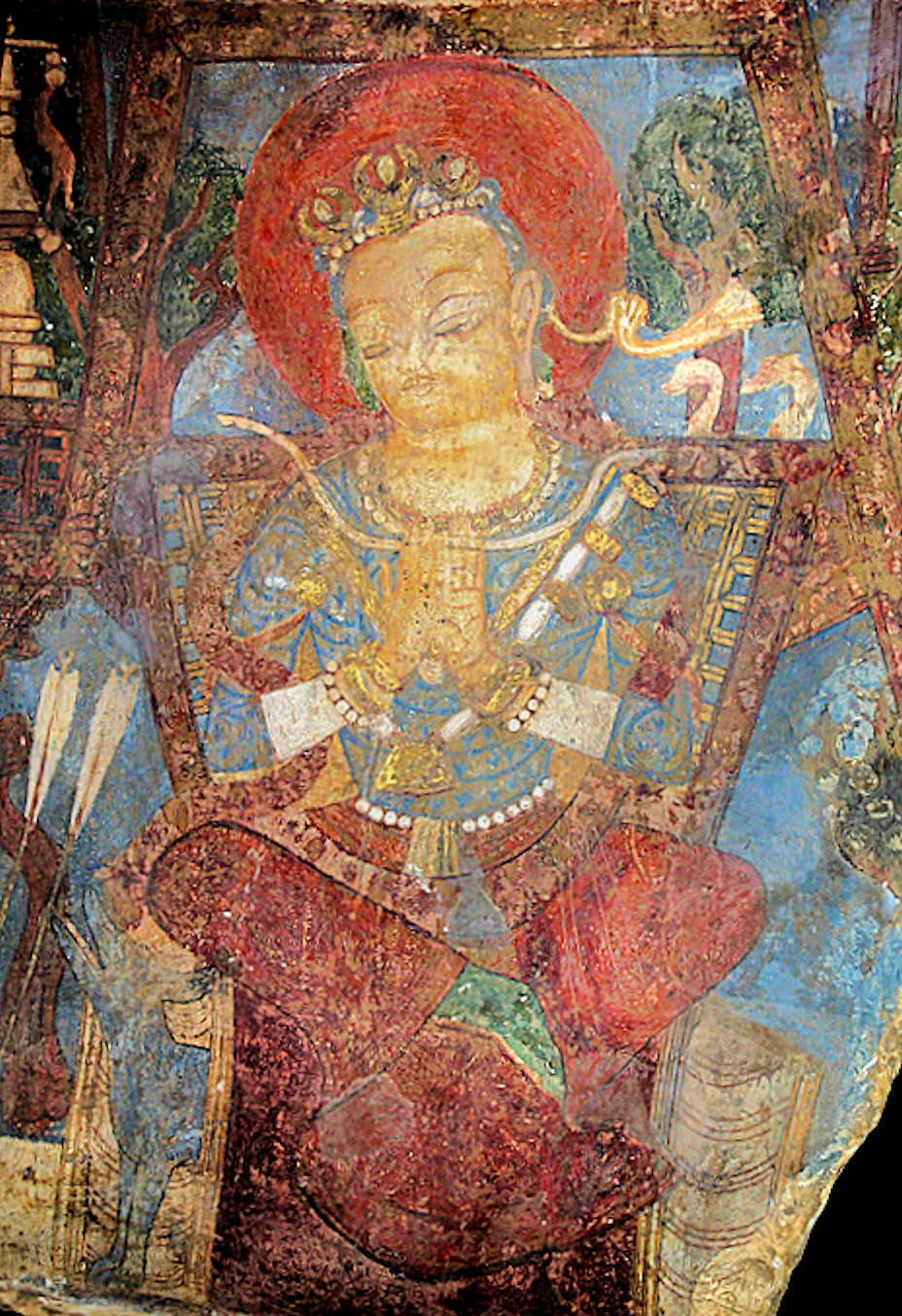
7~8세기 사이에 제작된 불교 벽화. 바미얀 인근 카크락에서 발견되었다.
벽화에 묘사된 '사냥꾼 왕'은 세 개의 초승달 장식이 달린 왕관을 쓰고 있는데,
이는 '에프탈 양식'이 이 벽화에 사용되었다는 주장을 뒷받침해준다.

540년에 에프탈이 지배하던 영토를 방문한 중국의 승려 송운(宋雲)에 따르면, '에프탈인들은 불교를 인정하지 않았고, 사이비 신을 설파했으며, 그들이 먹을 고기를 얻기 위해 살생을 저질렀다'고 한다. 몇몇 에프탈인들은 불교 사원들을 파괴하고 승려들을 학살했는데, 약 1세기 이후 현장이 이곳을 방문했을 때는 불교가 크게 쇠퇴해 있었다. 그러나 그들의 주요 도시 중 하나였던 차가니얀에는 5개의 불교 사원이 있었다고 한다.
6세기 중반까지 에프탈인들 중에 기독교도들이 가끔 있었지만, 그들이 어떻게 기독교로 개종했는지에 대해서는 알려진 것이 별로 없다. 그나마 남은 기록들 중 가장 확실한 것은, 549년에 에프탈인들이 셀레우키아 크테시폰의 동방 교회 총대주교인 마르 아바 1세(Mar Aba I)로부터 기독교 주교를 파견해달라고 요청했고, 마르 아바 1세가 이를 수락하였다는 것이다. 파견된 새 주교는 총대주교와 사산 황제 호스로 1세를 같이 섬겼다.

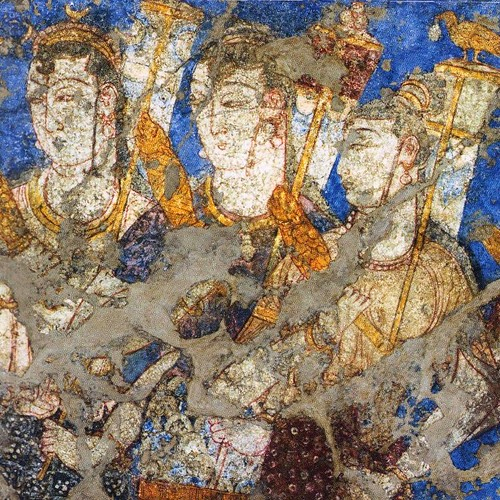
펜지센트의 벽화 중 일부분. 이 그림 또한 3개의 초승달 장식이 달린 왕관이 묘사되어 있다. 7~8세기 사이 그려진 것으로 추정.

에프탈에게 파견된  주교좌가 어디에 있었는지 명확히 알려지지는 않았는데, 아마도 바드기스(카디스탄) 또는 헤라트 일대에 있었을 것이다. 이후 기독교는 그 지역의 교회들을 거점으로 하여 점차 옥수스 전역으로 선교 범위를 확장해 나갔다. 591년, 바흐람 코빈의 반란군에 있던 일부 에프탈인들이 호스로 2세에게 포로로 잡힌 뒤 로마 황제 마우리키우스에게 선물로 보내졌는데, 그들은 모두 이마에 네스토리우스교 십자가 문신을 새기고 있었다.

### 인장

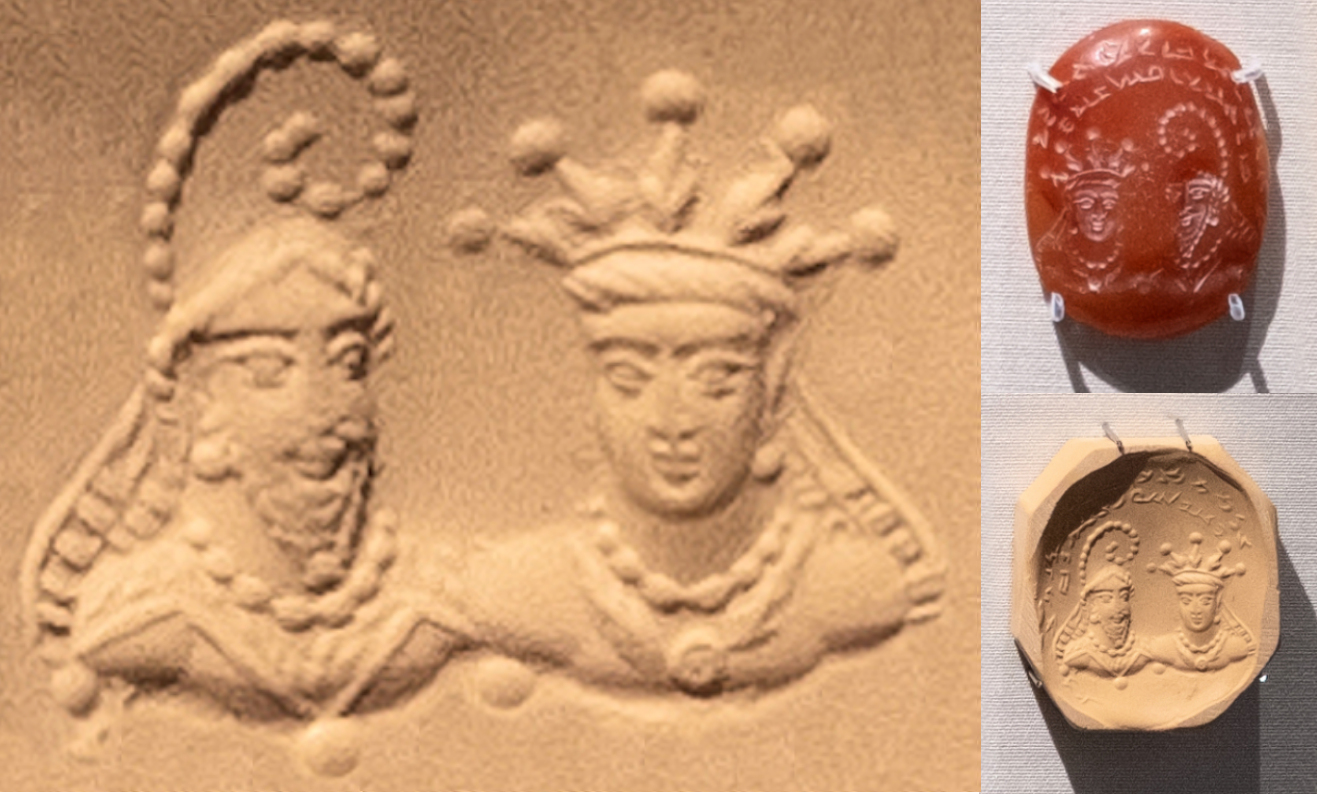
귀족 또는 관료를 상징하는 쿨라프(사산 양식 드레스)를 착용하고, 화려한 머리끈 장식이 달린 인물이 등장하는 도장.
Bivar(1969)와 Livshits(1969) 등 이전의 자료들은 300~350년 사이에 제작되었다고 추정했지만, 최근의 연구에 따르면
서기 5~6세기 즈음에 제작된 것으로, 아마도 에프탈의 것으로 추정된다. 현재 대영박물관 소장.

박트리아와 소그디아나에서 발견된 몇몇 인장들은 에프탈 시대에 만들어진 것으로 보인다.
- 서기 5~6세기 사이에 제작된 것으로 추정되는 '에프탈 군주의 인장'은 방사형 왕관, 화려한 머리끈 장식, 수염 없는 얼굴을 가진 에프탈 통치자를 보여주며, 'Ebodalo Yabgu(ηβοδαλο ββγο, , 에프탈인의 군주)'라는 박트리아어가 새겨져 있었다. 이 인장은 주디스 A에 의해 발견되었고, 2011년 레머와 니콜라스 심스 윌리엄스에 의해 알려졌다.

- 대영박물관에 있는 인장은 두 명의 에프탈인들을 묘사했는데, 한 명은 수염을 기르고 사산 양식 복장을 착용하고 있고, 다른 한 명은 수염이 없고 방사형 왕관을 쓰고 있는데, 두 명 다 머리끈 장식이 있다는 공통점이 있다. 이 인장은 처음에는 300~350년 사이에 쿠샨-사산인들에 의해 제작된 것으로 여겨졌지만, 최근 연구로 밝혀진 바에 따르면 5~6세기 사이에 에프탈인들에 의해 제작되었다고 한다.

- '킹길라의 인장'에는 왕관을 쓰고 얼굴에 수염이 없는 에프탈인과 함께, '에스킨길(Eškiŋgil, εϸχιγγιλο)'이라는 박트리아어가 새겨져 있는데, 이는 '킹길라(χιγγιλο)'라는 이름의 에프탈 통치자 중 한명을 의미할 수도 있고, '검의 동반자' 내지는 '전쟁신의 동반자'라는 의미의 훈족 미사어구일수도 있다.

## 에프탈 지배 하의 지역 대사들
에프탈은 다양한 지역 출신의 사람들로 구성된 연합체를 통치했는데, 그들 중 대부분은 페르시아어를 사용하는 페르시아인이었을 것이다. 발흐, 코바디얀, 사마르칸트와 같은 몇몇 지역 도시들은 에프탈 통치 하에 있는 동안 이전과 마찬가지로 중국에 사절단을 파견하는 것이 허용되었다. 『양직공도』와 같은 당시 중국의 그림들 가운데 에프탈이 점령한 토하리스탄과 타림 분지 출신의 사절단들을 묘사한 여러 초상화가 남겨져 있다. 이로부터 약 1세기 이후, 당나라 시대에 그려진 『왕희도』(王会图)에서 토하리스탄 사람들의 초상화가 다시 그려졌다. 드 라 바시에르( de la Vaissière)는 이 시기 동안 토하리스탄과 투르키스탄 서부의 주요 오아시스 지역 도시의 인구 수가 약 수십만에 달했다고 보았지만, 타림 분지에는 단지 수만 명밖에 없었다고 추정했다.

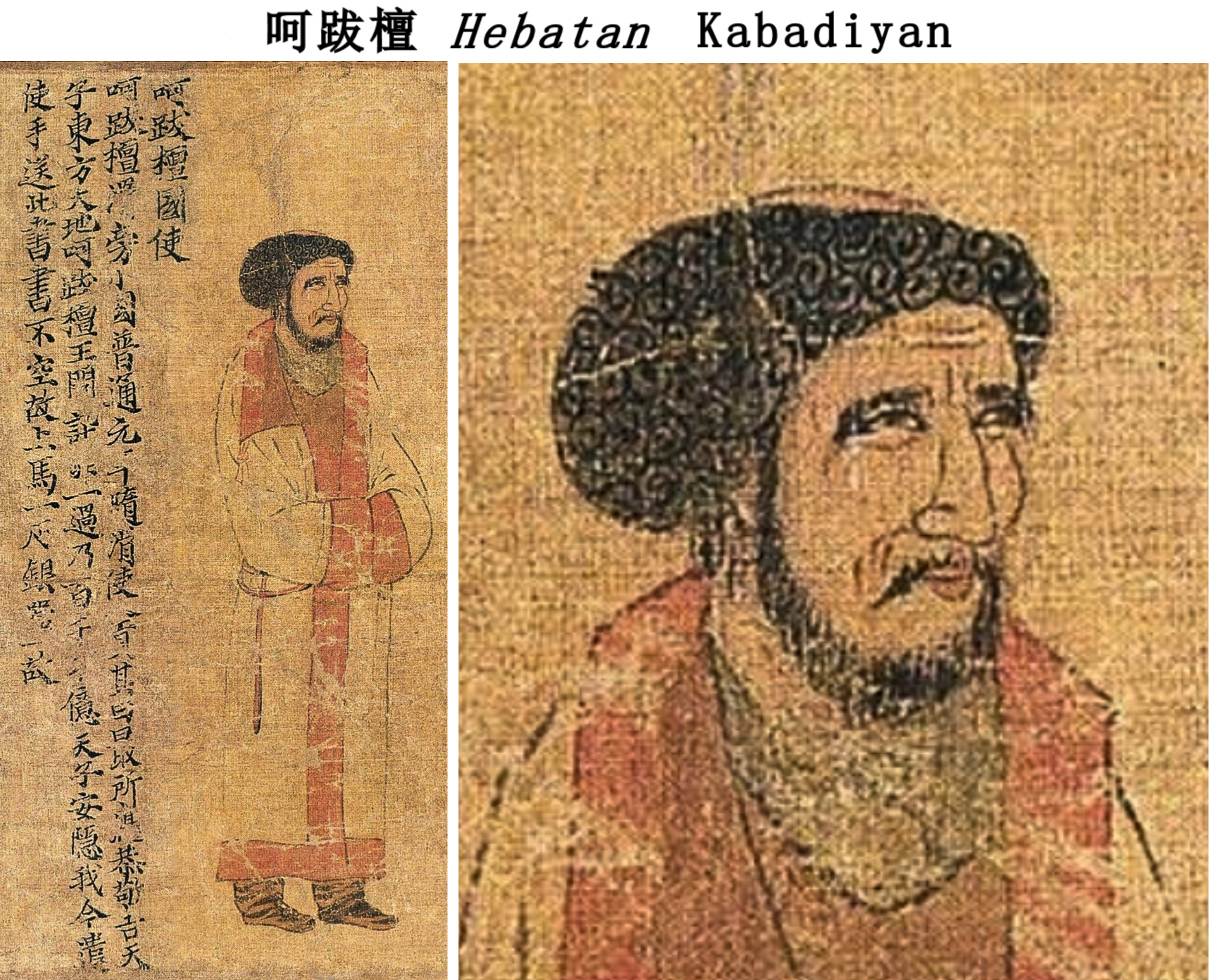
516~520년 사이 양나라에 방문했던 코바디얀 사절을 묘사한『양직공도』의 초상화. 11세기 송나라 모사본. 중국 주재 에프탈 사절단과 동행했다고 기록에 남겨져 있다.
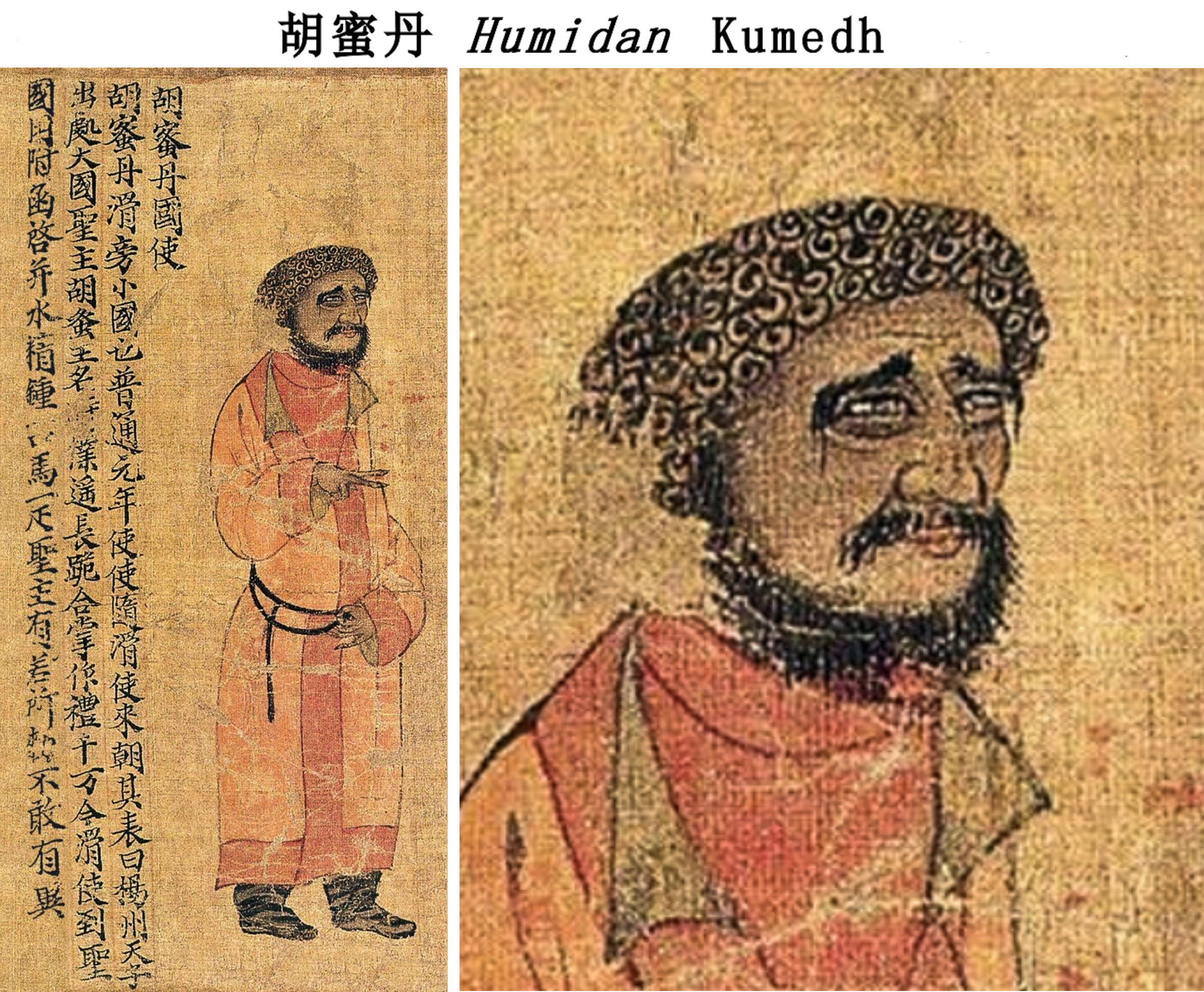
516~520년 사이 양나라에 방문했던 쿤두즈 사절을 묘사한 『양직공도』의 초상화. 11세기 송나라 모사본.
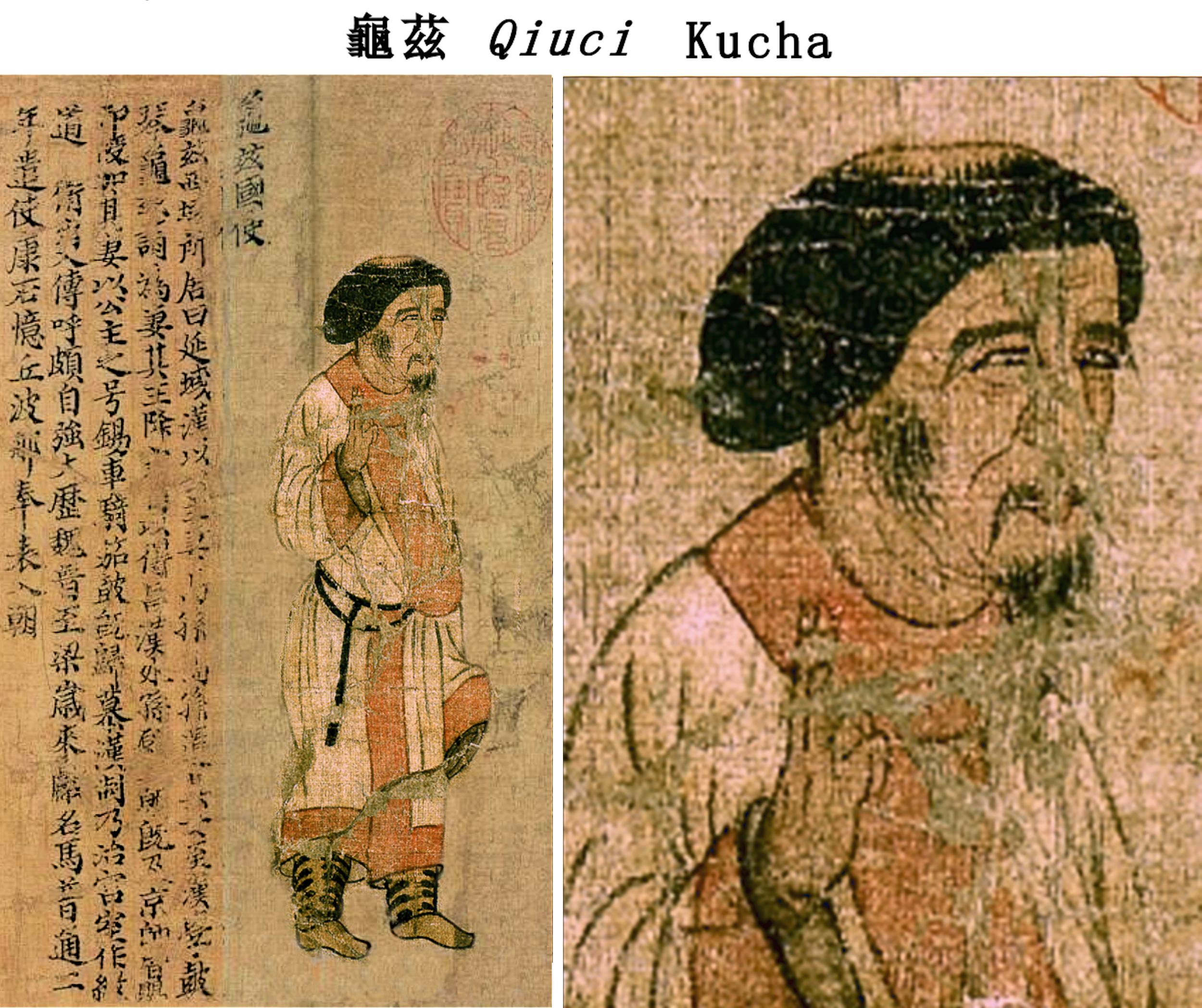
타림 분지의 토하라계 주요 도시국가 중 하나인 쿠차에서 방문한 사절을 묘사한 『양직공도』의 초상화. 11세기 송나라 모사본.
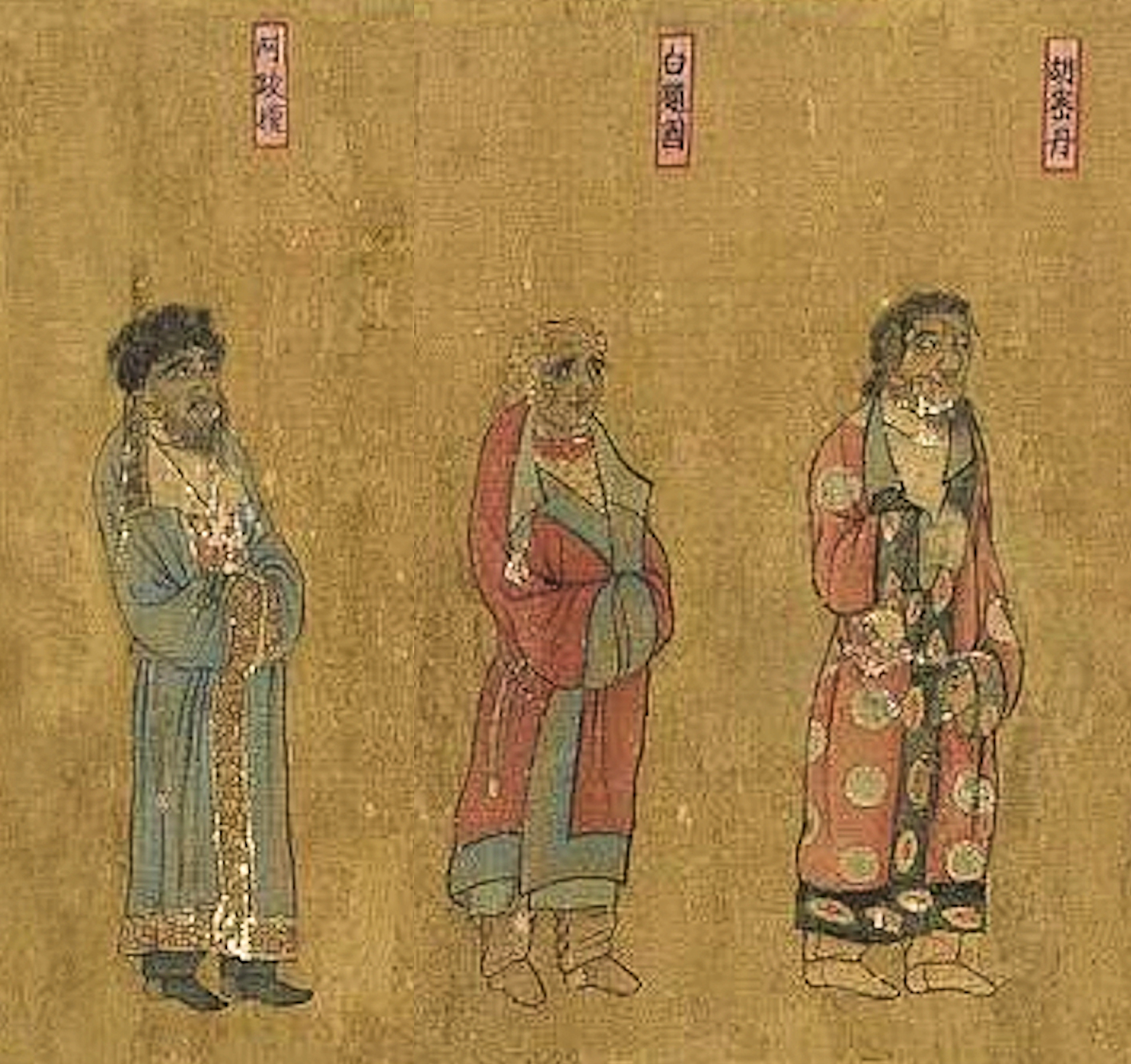
코바디얀(阿跋檀), 발흐(白題國), 쿠메드(胡密丹)[49]의 대사들이 당나라 조정을 방문한 모습. 『양직공도』의 모사본인『당염립본왕회도』(閻立本王會圖)에 묘사되어 있다. AD 650년 무렵으로 추정됨.

## 남아시아의 알촌 훈족(이전에는 에프탈의 한 분파로 간주됨)
카이베르 고개를 넘어 북인도를 침공한 알촌 훈족은 오랫동안 에프탈의 일부 또는 하위 분파로 간주되었지만, 최근의 연구 결과에 따라 현재는 별도의 독립체로 간주되는 경향이 있다. 그들은 처음에는 중앙아시아의 옥수스 분지에 기반을 두고 있었지만, 에프탈이 박트리아 일대에 정착하면서 북인도 방면으로 밀려났으며, 약 465년 무렵에는 인도 아대륙 북서쪽에 위치한 간다라 지역에서 지배권을 확립했을 것이다. 이후 그들은 그곳에서 인도 북부, 서부, 중부 등 광범위한 지역으로 영역을 확장해나갔다.
인도에서는 이 침략자들을 '후나족(Hūṇas)' 또는 '스웨타후나(Sveta Huna, श्वेतहुन्)'라고 불렀다. 이들은 라마야나, 마하바라타, 푸라나 및 칼리다사의 라구밤사와 같은 여러 고대 문헌에서 언급되었다. 최초의 후나족인 키다라는 5세기 무렵 굽타 제국의 스칸다굽타 황제에 의해 처음으로 패배했다. 키다라인들이 에프탈에 의해 멸망한 이후, 알촌 훈족이 그 자리를 대신했다.
6세기 초엽, 알촌 훈족은 그들의 남동쪽에 위치한 굽타 왕조의 일부를 차례로 지배했고, 이후 북인도와 중앙 인도로 진출했다. 510년, 토라마나 휘하의 알촌 훈족은 굽타 황제 바누굽타에 의해 한 차례 패배했고, 그의 아들 미히라쿨라는 528년 말와 왕 야소다르만에 의해 또 다시 패배했다. 후나족은 530년대에 야소다르만과 나라심하굽타 황제가 이끄는 인도 연합군에 의해 최종적으로 인도에서 축출되었다.

## 추정되는 후손
수많은 민족 집단들이 에프탈의 후손이었을지도 모른다.
- 아바르: 7세기 무렵 판노니아(푸스타)에 자리잡고 비잔티움 제국을 괴롭히던 아바르족이 실은 유럽으로 건너간 에프탈인들이라는 주장이 제기됐지만, 이는 고고학이나 문헌 자료 등에 의해 확실히 증명되지 않았다.
- 파슈툰족: 에프탈은 파슈툰인의 민족 형성에 기여했을지도 모른다. 소련의 아프가니스탄 역사가인 Yu. V. 간코프스키는, "파슈툰족은 대부분 동이란계 부족들의 연합체로 시작되었는데, 이는 11세기 중반부터 시작된 파슈툰이라는 민족 발생의 초기 민족 지층이었고, 아마도 에프탈 연맹의 해체와 관련이 있을 것이다."라고 말했다. 케임브리지의 이란 역사(The Cambridge History of Iran)에는 에프탈인들의 후손이 파슈툰족이라고 나와 있다.
  - 두라니 파슈툰족: 아프가니스탄의 두라니 파슈툰족은 1747년 이전까지 '압달(Abdal)' 또는 '압달리(Abdali)'라고 불렸다. 언어학자인 게오르그 모르겐스티어네에 따르면 그들의 부족 이름 중 '압달리'는 에프탈과 관련이 있다고 한다. 이 가설은 역사학자 아이독디 쿠르바노프가 지지했는데, 그는 에프탈 연맹이 붕괴된 이후에 그들이 그 지역의 다른 부족들에게 동화되었을 가능성이 높으며, 에프탈에게서 기원한 여러 민족들 가운데 하나가 두라니 파슈툰족일 수 있음을 시사했다.
- 칼라지인: 칼라지인은 7~9세기 무렵 오늘날 아프가니스탄의 가즈니, 칼라트, 자불리스탄 지역에서 거주하는 튀르크계 유목민으로 처음 언급되었다. 알콰리즈미는 그들을 에프탈의 잔존 부족으로 언급했지만, 언어학자 니콜라스 심스 윌리엄스에 따르면 여러 고고학 문서들이 칼라지인들이 에프탈의 후손이라는 주장을 뒷받침하지 않는다고 한다. 한편 블라디미르 미노르스키는 칼라지인들이 에프탈과 오로지 정치적인 부분에서만 연관되었다고 말했다. 칼라지인들 중 일부는 후에 파슈툰족으로 변했고, 조금 더 후에는 길자이 부족으로 변모했을 수도 있다.
- 칸지나(Kanjina): 인도이란계 코메데스족과 동일시되어 에프탈과 연관되었던  사카족 중 하나이다. 알콰리즈미는 그들을 '칸지나 투르크'라고 언급했는데, 이를 보아 아마도 9~10세기 즈음에 튀르크화된 부족이었던 듯 하다. 그러나 보즈워스와 클라우슨은 알콰리즈미가 '어렴풋하고 부정확한 의미'로 튀르크인을 사용하고 있다고 지적했다.
- 카를룩(또는 칼루기드/Qarlughids): 카를룩은 13세기 무렵 아프가니스탄의 가즈니와 바미얀, 자불리스탄 일대에 정착하여, 단명한 이슬람 왕조를 세운 튀르크 부족 중 하나이다.(중앙아시아의 카를루크와는 다른 부족) 많은 이슬람 지리학자들은 '카를룩(Karluk/Khallukh)'과 '칼라지(Khalajes/Khalaj)'가 서로 이름이 비슷하고 지리적 위치가 비슷하기 때문에, 두 부족이 사실 같은 부족이거나, 아니면 친척 부족이라고 생각했다.
- 압달(Abdal)은 에프탈족과 연관된 이름일수도 있다.
  - 알베르트 폰 르 코크(Albert von Le Coq)에 따르면, 동투르키스탄의 튀르크계 아이누 부족이 에프탈의 후손이라고 한다. 그는 이에 대한 근거로 두 부족이 공통된 단어를 가지고 있고, 그들 자신을 '압달'이라고 칭하며, 그들 사이에서 베타적인 언어를 사용한다는 것을 들었다.
  - 오르한 쾨프뤼에 따르면, 튀르키예의 압달족(또는 투르코만 집시)이 에프탈의 후손일 수도 있다고 한다.
  - 아제르바이잔인, 튀르크멘인, 카자흐인, 우즈베크인, 튀르크인, 볼가 불가르인(사비르인) 등 다른 여러 부족들에게서도 '압달'이라는 단어를 찾아볼 수 있다.

## 에프탈 통치자 목록
- 아크슌와르(Akhshunwar), 480년 경
- 쿤-키(Kun-khi), 484년 경
- 염대이률타(厭帶夷栗陀)라는 이름의 왕, 516년 경
- 화데강(롭 왕국의 문서 보관소에서만 확인됨.)
- 가드파르, 567~568년 경
- 파가니쉬(568~?), 차가니얀 제후국의 통치자
- 네자크 타르칸, 650~710

## 같이 보기
- 5세기의 정치적 국가 목록
- 후나족
- 키다라
- 알촌 훈
- 백훈족

### 참조주
1. ↑  Dani, Litvinsky & Zamir Safi 1996.
2. ↑  Dignas, Beate; Winter, Engelbert (2007). 《Rome and Persia in Late Antiquity: Neighbours and Rivals》. Cambridge University Press. 97쪽. ISBN 978-0-521-84925-8.
3. ↑  Goldsworthy, Adrian (2009). 《The Fall of the West: The Death Of The Roman Superpower》. Orion. ISBN 978-0-297-85760-0.
4. 1 2 3  Rezakhani 2017a.
5. ↑  Alram 2014.
6. ↑  Maas 2015, 287쪽
7. ↑  quote: "Sept Aryas".
8. ↑  de la Vaissière proposes underlying Turkic Yeti-Al, later translated to Iranian Haft-Al
9. ↑  de la Vaissière also cited Sims-Williams, who noted that the initial η- ē of the Bactrian form ηβοδαλο Ēbodālo precluded etymology based on Iranian haft and consequently hypothetical underlying Turkic yeti "seven"
10. ↑  Translations of Nicholas Sims-Williams, quoted in Solovev, Sergej (20 January 2020). Attila Kagan of the Huns from the kind of Velsung. Litres. p. 313. ISBN 978-5-04-227693-4.
11. ↑  Rezakhani 2017, p. 135.
12. ↑  Rezakhani 2017a, pp. 208–209.
13. ↑  Kurbanov 2010, 135–136쪽.
14. ↑  Bernard, P. 〈DelbarjīnELBARJĪN〉. 《Encyclopaedia Iranica》.
15. ↑  Ilyasov 2001, 187–197쪽.
16. ↑  Dani, Litvinsky & Zamir Safi 1996, 183쪽.
17. ↑  Lerner & Sims-Williams 2011, 36쪽.
18. ↑  Enoki 1959.
19. ↑  Sinor, Denis (1990). 〈The establishment and dissolution of the Türk empire〉. 《The Cambridge History of Early Inner Asia, volume 1》. Cambridge University Press. 300쪽. ISBN 978-0-521-24304-9. 2017년 8월 19일에 확인함.
20. ↑  “Asia Major, volume 4, part 1”. Institute of History and Philology of the Academia Sinica, University of Indiana. 1954. 2017년 8월 19일에 확인함.
21. ↑  M.A. Shaban (1971). 〈Khurasan at the Time of the Arab Conquest〉.   C.E. Bosworth. 《Iran and Islam in memory of the late Vlademir Minorsky》. Edinburgh University Press. 481쪽. ISBN 0-85224-200-X.
22. ↑  Christian, David (1998). 《A History of Russia, Inner Asia and Mongolia》. Oxford: Basil Blackwell. 248쪽.
23. ↑  Kurbanov 2010, 14쪽.
24. ↑  Adas, Michael (2001). 《Agricultural and Pastoral Societies in Ancient and Classical History》. Temple University Press. 90쪽. ISBN 978-1-56639-832-9.
25. ↑  Baumer 2018, 97–99쪽
26. ↑  Talbot, Tamara Abelson Rice (Mrs David (1965). 《Ancient arts of Central Asia》. Thames and Hudson. 93쪽. ISBN 978-0-19-520001-0.
27. ↑  Rezakhani 2017, 135쪽. "The suggestion that the Hephthalites were originally of Turkic origin and only later adopted Bactrian as their administrative, and possibly native, language (de la Vaissière 2007: 122) seems to be most prominent at present."
28. ↑  Higham, Charles (2014년 5월 14일). 《Encyclopedia of Ancient Asian Civilizations》. Infobase Publishing. 141–142쪽. ISBN 978-1-4381-0996-1.
29. 1 2  Kurbanov 2010, 67쪽.
30. ↑  Azarpay, Guitty; Belenickij, Aleksandr M.; Maršak, Boris Il'ič; Dresden, Mark J. (1981). 《Sogdian Painting: The Pictorial Epic in Oriental Art》. University of California Press. 92–93쪽. ISBN 978-0-520-03765-6.
31. ↑  Frye 2002, 49쪽.
32. ↑  Procopius, History of the Wars. Book I, Ch. III, "The Persian War"
33. 1 2  Grenet, Frantz (2004년 5월 15일). “Tavka (k istorii drevnix tamožennyx sooruženij Uzbekistana). Taškent-Samarkand, Izd. A. Kadyri / Institut Arxeologii A.N. Uzb, 141 p., 68 ill. + 13 pl. couleurs h.-t. (Texte bilingue ouzbek-russe, résumé en anglais). [Tavka (contribution à l'histoire des anciens édifices frontaliers de l'Ouzbékistan)]”. 《Abstracta Iranica》 (프랑스어) 25. doi:10.4000/abstractairanica.4213. ISSN 0240-8910.
34. ↑  Rakhmanov, Shaymardankul A. (2016). “Wall Paintings from Tavka, Uzbekistan”. 《Journal of Inner Asian Art and Archaeology》 7: 31–54. doi:10.1484/J.JIAAA.4.2017003. ISSN 1783-9025.
35. ↑  The Illustration of Envoys Presenting Tribute at the Liang Court, 유태산(Yu Taishan), p. 102
36. ↑  de la Vaissière 2003, 126쪽.
37. ↑  Nicholson, Oliver (2018년 4월 19일). 《The Oxford Dictionary of Late Antiquity》 (영어). Oxford University Press. 708쪽. ISBN 978-0-19-256246-3.
38. ↑  Alram et al. 2012–2013. exhibit: 14. KABULISTAN AND BACTRIA AT THE TIME OF "KHORASAN TEGIN SHAH" 보관됨 25 1월 2021 - 웨이백 머신
39. ↑  Margottini 2013, 9–10쪽
40. ↑  아르다시르 1세 이후, 사산 제국의 여러 황제들이 사용했던 머리장식. 헤르츠펠트의 명명(命名)이며, 본래는 왕관 윗쪽의 원형 모양 비녀였던 것이 점차 얇은 천으로 제작된 이후 진주나 보석을 박는 형식으로 바뀌면서, 하늘과 땅을 통치하는 왕권의 상징으로 변모했다.
네이버 지식백과 코림보스[korymbos], (미술대사전(용어편)), 1998.
41. ↑  오른쪽이 접혀진 카프탄, 독특한 머리 장신구, 크롭컷 헤어스타일, 수염 없는 얼굴
42. ↑  Grenet, Frantz; Riboud, Pénélope (2003). “A Reflection of the Hephthalite Empire: The Biographical Narra- tive in the Reliefs of the Tomb of the Sabao Wirkak (494-579)” (PDF). 《Bulletin of the Asia Institute》 17: 133–143.
43. 1 2  Kageyama 2016, 200–205쪽.
44. ↑  Kubik, Adam (2008). “The Kizil Caves as an terminus post quem of the Central and Western Asiatic pear-shape spangenhelm type helmets The David Collection helmet and its place in the evolution of multisegmented dome helmets, Historia i Świat nr 7/2018, 141-156.”. 《Histïria I Swiat》 7: 143–144.
45. ↑  “Metropolitan Museum of Art (item 65.28a, b)”. 《www.metmuseum.org》. 2020년 12월 13일에 확인함.
46. ↑  Compareti, Matteo (2008). “The Painting of the "Hunter-King" at Kakrak: Royal Figure or Divine Being?”. 《Studio Editoriale Gordini》: 133.
47. ↑  Kurbanov 2014, 329–330쪽.
48. ↑  Kageyama 2007, 20, drawing e쪽. The drawing referenced by Kageyama is located in Maršak, Boris (1990). “Les Fouilles de Pendjikent”. 《Comptes Rendus des Séances de l'Académie des Inscriptions et Belles-Lettres》 134: 298. doi:10.3406/crai.1990.14842.
49. ↑  오늘날 아프가니스탄 바다흐샨주 다르와즈(Darwaz) 지역. 출처: http://contents.nahf.or.kr/item/level.do?levelId=jo.k_0010_0102_0370_0010
50. ↑  Bakker, Hans T. (2016년 11월 26일). 《Monuments of Hope, Gloom, and Glory in the Age of the Hunnic Wars: 50 years that changed India (484–534)》 (연설). 24th Gonda Lecture. Amsterdam. doi:10.5281/zenodo.377032. 2018년 7월 8일에 원본 문서에서 보존된 문서. 2018년 7월 8일에 확인함.

## 참고 문헌
- Adylov, Šuhrat T.; Mirzaahmedov, Jamal K. (2006). 《On the History of the Ancient Town of Vardāna and the Objavija Feud in Ērān ud Anērān. Studies Presented to B. I. Maršak (1st part)》. Libreria Editrice Cafoscarina.
- Alram, Michael (2008). “Ein Schatzfund Hephthalitischer Drachmen Aus Baktrien” [A treasure discovery of Hephthalite Drachms from Bactria] (PDF). 《Numismatische Zeitschrift》 (독일어). 116/117권. 253–268쪽.
- Alram, Michael (2014). “From the Sasanians to the Huns New Numismatic Evidence from the Hindu Kush”. 《The Numismatic Chronicle》 174: 261–291. ISSN 0078-2696. JSTOR 44710198.
- Alram, Michael; Filigenzi, Anna; Kinberger, Michaela; Nell, Daniel; Pfisterer, Matthias; Vondrovec, Klaus (2012–2013). “The Countenance of the other (The Coins of the Huns and Western Turks in Central Asia and India)”. 《Pro.geo.univie.ac.at》. Kunsthistorisches Museum Vienna. 2021년 8월 18일에 원본 문서에서 보존된 문서. 2017년 7월 16일에 확인함.
- Balogh, Dániel (2020년 3월 12일). 《Hunnic Peoples in Central and South Asia: Sources for their Origin and History》. Barkhuis. ISBN 978-94-93194-01-4.
- Baumer, Christoph (2018년 4월 18일). 《The History of Central Asia》. Bloomsbury Publishing. ISBN 978-1-83860-868-2.. 4-volume set.
- Beckwith, Christopher (2009). 《Empires of the Silk Road》. Princeton University Press.
- Chegini, N.N.; Nikitin, A.V. "Sasanian Iran – Economy, Society, Arts and Crafts". In Litvinsky, Guang-da & Samghabadi (1996), pp. 35–78.
- Dani, A.H.; Litvinsky, B.A.; Zamir Safi, M.H. "Eastern Kushans, Kidarites in Gandhara and Kashmir, and Later Hephthalites". In Litvinsky, Guang-da & Samghabadi (1996), pp. 163–184.
- de la Vaissière, Etienne (2012). 〈5: Central Asia and the Silk Road〉.   S. F. Johnson. 《Oxford Handbook of Late Antiquity》. Oxford University Press. 142–169쪽. ISBN 978-0-19-533693-1.
- de la Vaissière, Etienne (2003). “Is There a "Nationality of the Hephtalites"?”. 《Bulletin of the Asia Institute》 17: 119–132. ISSN 0890-4464. JSTOR 24049310.
- Enoki, K. (1959). 〈On the Nationality of Ephthalites〉. 《Memoirs of the Research Department of the Toyo Bunko》 (PDF) 18. Tokyo. 1–58쪽. 2017년 4월 1일에 확인함. Internet Archive copy
- Frye, Richard N. (2002). 〈Pre-Islamic and early Islamic cultures〉.   Canfield, Robert L. 《Turko-Persia in Historical Perspective》. Cambridge University Press. ISBN 978-0-521-52291-5.
- 틀:The Arab Conquests in Central Asia
- Golden, Peter B. (1992). 《An Introduction to the History of the Turkic People》. Turcologica 9. Wiesbaden: Otto Harrassowitz.
- Harmatta, J.; Litvinsky, B.A. "Tokharistan and Gandhara Under Western Türk Rule (650–750)". In Litvinsky, Guang-da & Samghabadi (1996), pp. 368–422.
- Härtel, Herbert; Yaldiz, Marianne (1982).  Laing, M. E. D., 편집. 《Along the Ancient Silk Routes: Central Asian Art from the West Berlin State Museums》. Metropolitan Museum of Art. ISBN 978-0-87099-300-8. Internet Archive Google Books
- Ilyasov, Jangar (2001). “The Hephthalite Terracotta”. 《Silk Road Art and Archaeology》 (Kamakura) 7: 187–200.
- Kageyama, Etsuko (2007). “The Winged Crown and the Triple-crescent Crown in the Sogdian Funerary Monuments from China: Their Relation to the Hephthalite Occupation of Central Asia” (PDF). 《Journal of Inner Asian Art and Archaeology》 2: 11–22. doi:10.1484/J.JIAAA.2.302540. S2CID 130640638. 2020년 11월 11일에 원본 문서 (PDF)에서 보존된 문서.
- Kageyama, Etsuko (2016). “Change of suspension systems of daggers and swords in eastern Eurasia: Its relation to the Hephthalite occupation of Central Asia” (PDF). 《ZINBUN》 46: 199–212. doi:10.14989/209942. S2CID 130594467.
- 틀:Kennedy-The Great Arab Conquests
- Kurbanov, Aydogdy (2010). 《The Hephthalites: Archaeological and Historical Analysis》 (PDF) (PhD). Berlin: Berlin Freie Universität. 2012년 9월 5일에 확인함 – Freie Universitat Berlin Repository 경유.
- Kurbanov, Aydogdy (2013). “The Hephthalite Numismatics” (PDF). 《Tyragetia》 7 (1): 369–380.
- Kurbanov, Aydogdy (2014). “The Hephthalites: Iconographical Materials” (PDF). 《Tyragetia》 8 (1): 317–334.
- Lerner, Judith A. (2010). 《Observations on the Typology and Style of Seals and Sealings from Bactria and the Indo-Iranian Borderlands, in Coins, Art and Chronology II. The First Millennium CE in the Indo-Iranian Borderlands》. Vienna: ÖAW.
- Lerner, Judith A.; Sims-Williams, Nicholas (2011). 《Seals, sealings and tokens from Bactria to Gandhara : 4th to 8th century CE》. Wien: Verlag der Österreichischen Akademie der Wissenschaften. ISBN 978-3-7001-6897-3.
- Litvinsky, B.A. "The Hephthalite Empire". In Litvinsky, Guang-da & Samghabadi (1996), pp. 135–162.
- Litvinsky, B.A.; Guang-da, Zhang; Samghabadi, R. Shabani, 편집. (1996). 《History of Civilizations of Central Asia》. Volume III: The crossroads of civilizations: A.D. 250 to 750. Paris: UNESCO. ISBN 978-92-3-103211-0. Alternate PDF 보관됨 2021-05-13 - 웨이백 머신
- Maas, Michael (2015). 《The Cambridge Companion to the Age of Attila》. Cambridge University Press. ISBN 978-1-107-02175-4.
- Margottini, Claudio (2013). 《After the Destruction of Giant Buddha Statues in Bamiyan (Afghanistan) in 2001: A UNESCO's Emergency Activity for the Recovering and Rehabilitation of Cliff and Niches》. Springer Science & Business Media. ISBN 978-3-642-30051-6.
- Millward, James A. (2007). 《Eurasian Crossroads: A History of Xinjiang》. Columbia University Press. ISBN 978-0-231-13924-3.
- Naymark, Aleksandr (August 2001). 《Sogdiana, its Christians, and Byzantium: a Study of Artistic and Cultural Connections in Late Antiquity and Early Middle Ages》 (Ph.D. Dissertation). Bloomington: Department of Central Eurasian Studies and Department of Art History, Indiana University.
- Rezakhani, Khodadad (2017). 《ReOrienting the Sasanians: East Iran in Late Antiquity》. Edinburgh University Press. ISBN 978-1-4744-0030-5.
- Rezakhani, Khodadad (2017a). 〈From the Kushans to the Western Turks〉.   Touraj Daryaee. 《King of the Seven Climes: A History of the Ancient Iranian World (3000 BCE - 651 CE)》. Ancient Iran Series IV. ISBN 978-0-692-86440-1.
- Rowland, Benjamin (1974). 《The Art of Central Asia》. New York: Crown. 2023년 1월 15일에 원본 문서에서 보존된 문서. 2023년 1월 5일에 확인함. Internet Archive
- Sundermann, Werner; Hintze, Almut; de Blois, François (2009). 《Exegisti Monumenta: Festschrift in Honour of Nicholas Sims-Williams》. Otto Harrassowitz Verlag. ISBN 978-3-447-05937-4.
- Shaban, M. A. (1970). [[[:틀:Gbook]] 《The ʿAbbāsid Revolution》] |url= 값 확인 필요 (도움말). Cambridge: Cambridge University Press. ISBN 0-521-29534-3.
- West, Barbara A. (2009). 《Encyclopedia of the Peoples of Asia and Oceania》. Infobase Publishing. ISBN 978-1-4381-1913-7. 2015년 1월 18일에 확인함.
- Yu Taishan (2018). “The Illustration of Envoys Presenting Tribute at the Liang Court”. 《Eurasian Studies》 VI: 68–122.
- Zeimal, E.V. (1994). “The Circulation of Coins in Central Asia during the Early Medieval Period (Fifth–Eighth Centuries A.D.)”. 《Bulletin of the Asia Institute》 8: 245–267. ISSN 0890-4464. JSTOR 24048777.
- Zeimal, E.V. "The Kidarite kingdom in Central Asia". In Litvinsky, Guang-da & Samghabadi (1996), pp. 119–134.

## 추가 문헌
- Dickens, Mark (2018). 〈Hephthalites (White Huns, Abdelai, Hayatila, Hua)〉.   Nicholson, Oliver. 《The Oxford Dictionary of Late Antiquity》. Oxford: Oxford University Press. ISBN 978-0-19-866277-8.
- Grignaschi, M. (1980). “La Chute De L'Empire Hephthalite Dans Les Sources Byzantines et Perses et Le Probleme Des Avar”. 《Acta Antiqua Academiae Scientiarum Hungarica》 (Budapest: Akademiai Kiado) 28.
- Haussig, Hans Wilhelm (1983). 《Die Geschichte Zentralasiens und der Seidenstraße in vorislamischer Zeit》. Darmstadt: Wissenschaftliche Buchgesellschaft. ISBN 3-534-07869-1.
- Morony, M. (1986). 〈ʿARAB ii. Arab conquest of Iran〉. 《Encyclopaedia Iranica, Vol. II, Fasc. 2》. 203–210쪽.
- Theophylaktos Simokates.  P. Schreiner, 편집. 《Geschichte》.